# آثار هنری مرتبط با دیوان حافظ
اثرگذاریِ حافظ بر زندگیِ ایرانیان را می‌توان در استمرارِ محبوبیتِ اشعارش از نسل‌های گذشته تاکنون و به‌کاررفتنِ این اشعار در گفتگوهای روزمره مشاهده کرد. این جاودانگی و محبوبیت، موجبِ بازتابِ بی‌همتایی در فرهنگ و هنرِ پارسی‌زبانان شده‌است و در آثارِ خوشنویسان، نگارگران، قالی‌بافان و هنرمندانِ بسیاری نمود پیدا کرده‌است.

## نگارگری
غزل‌های حافظ الهام‌بخشِ بسیاری از نگارگران برای تبدیلِ زبانِ شعر به تصویر بوده‌است. اما به‌خاطرِ وجودِ پیچیدگی‌های کلامی و استعارات و ایهام‌های بسیاری که در اشعارِ حافظ وجود دارد، تصویرگریِ اشعارِ او پیچیده‌تر از تصویرگریِ اشعارِ شاعرانی چون فردوسی و نظامی است و ازاین‌رو نسبتِ دیوان‌های مصوّر به غیرمصوّر بسیار کم است. در نسخه‌های شناخته‌شده، یک یا چند بیت از یک غزل و حتی گاهی یک مصرع از یک بیت، مورد تصویرسازی قرار گرفته‌است. تصویرِ معروف‌ترِ آن، نگارهٔ بازیِ چوگان است که در بیشترِ نسخه‌ها به‌تصویر کشیده شده‌است. این نگاره‌ها، بازیِ چوگان را همراه با مصرعِ «.../ گفت آن می‌کشم اندرخم چوگان که مپرس» و یا مصراعی از غزلِ «خسروا گوی فلک در خم چوگان تو باد/ ...» و یا بیتِ «خنگ چوگانی چرخت رام شد در زیر زین / شهسوارا چون به میدان آمدی گویی بزن» به‌تصویر کشیده‌اند. بعضی نگارگران نیز موضوعاتی مانند میخانه و مجلسِ وعظ و میکده را تصویر کرده‌اند و در مواردی که قدرتِ تصویرسازی و تخیّلِ بالایی داشته‌اند، موفق به تصویرسازیِ چند بیت از یک غزل شده‌اند. یکی از این نمونه‌های موفق، نسخه‌ای از دیوان است که به‌احتمال زیاد در حدودِ سال ۹۴۰ ه‍.ق برای سام میرزا مصوّر و کتابت شده‌است. این نسخه در میان موزهٔ جدید هنر اسلامی در قطر، موزهٔ هنر مِتروپولیتَن، دانشگاه هاروارد و موزهٔ هنری فاگ تقسیم شده و پیشتر نیز در مجموعهٔ کارتیه و سپس در  مجموعهٔ کری ولش نگهداری می‌شده‌است. نسخه در اصل دارای ۵ نگاره شامل بزم، بازی چوگان، مجلس وعظ، سرای پیر مُغان و عید فطر بوده‌است. امروزه محل نگهداری ۴ نگاره معلوم و نگارهٔ «بازی چوگان» نامعلوم است.

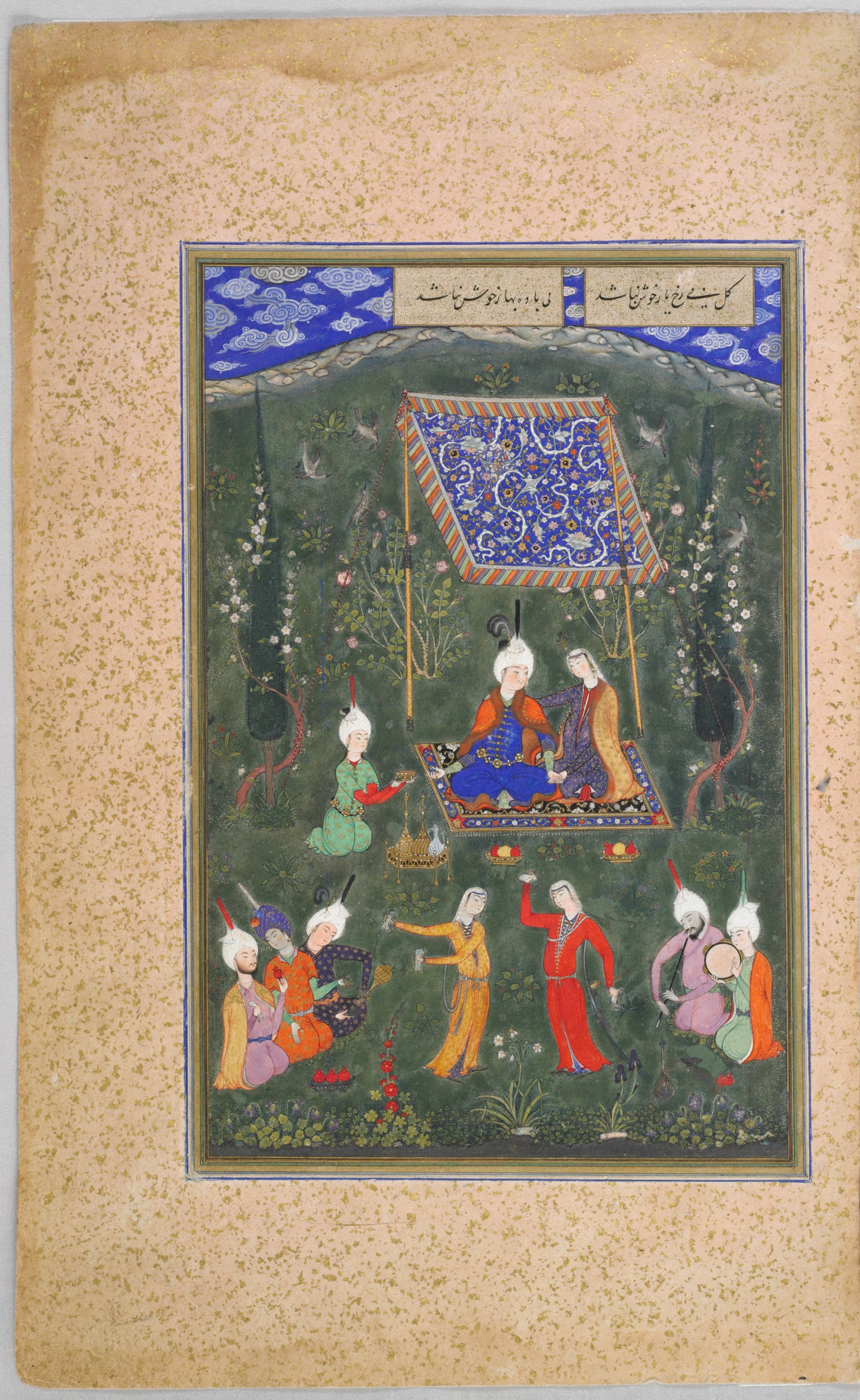
دیدار دو دل‌داده در باغ
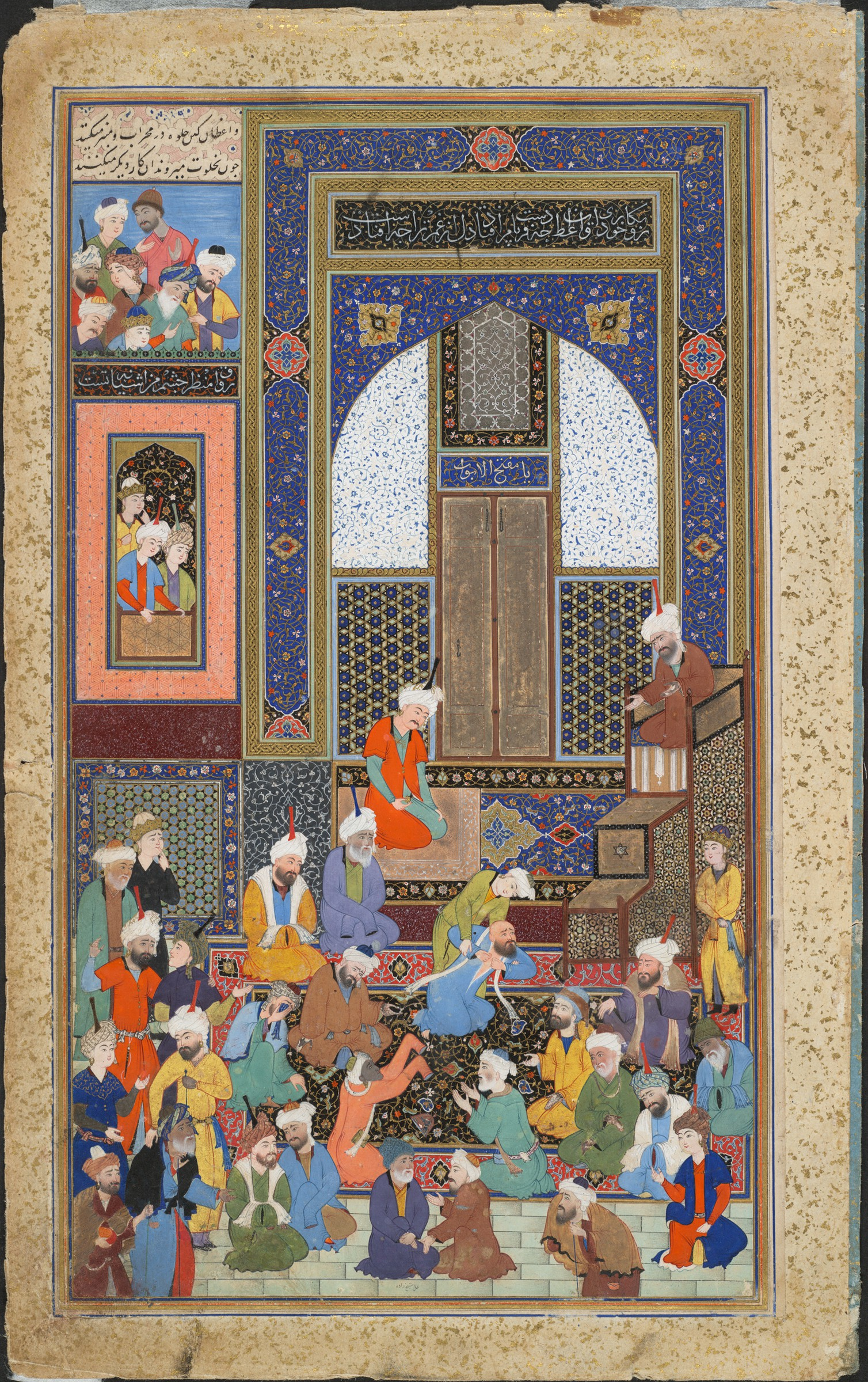
مجلس وعظ
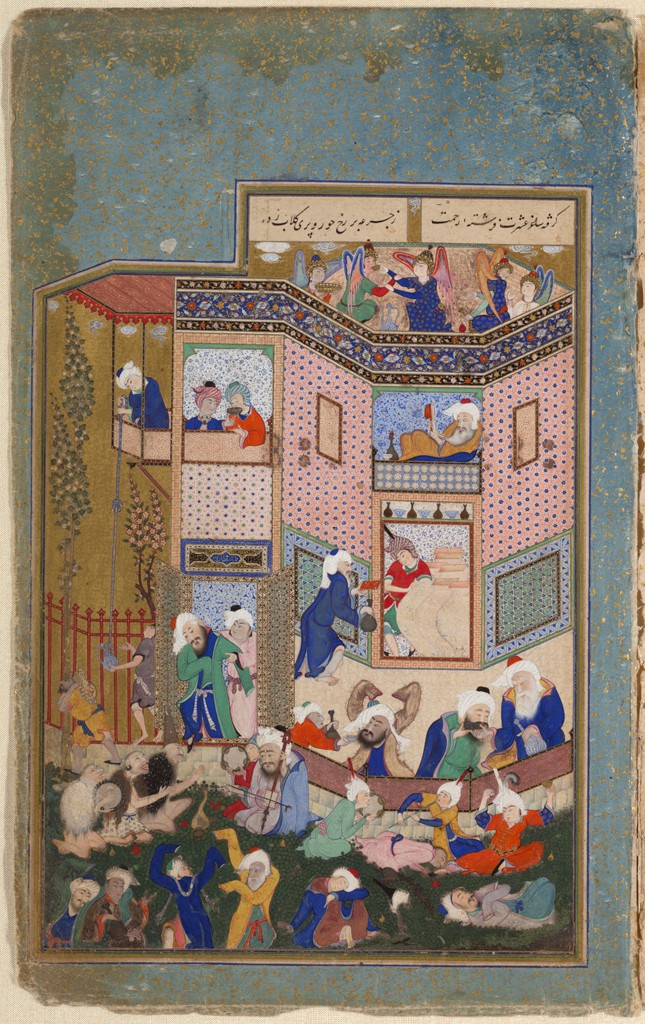
مجلس سرای پیر مغان

| فهرستِ آثارِ نگارگری دربارهٔ دیوانِ حافظ |                          | |                                                                                   | |
| تاریخ                                | عنوان اثر                | نگارگر                                                                                                 | غزل                                                                               | توضیحات |
| ۹۴۰ ه‍.ق                               | «بازی چوگان»             | شیخ‌زاده                                                                                                | «خسروا گوی فلک در خم چوگان تو باد / ساحت کون و مکان عرصهٔ میدان تو باد»            | تصویر از دو بخش تشکیل شده که در بخش پایین چند سوارکار مشغول به بازی چوگان هستند و مردمی در حال تماشای آن‌ها. در بخش بالا نیز شاه یا شاهزاده‌ای در دشتِ سرسبزی همراه با دو خادم که مشغولِ پذیرایی از او هستند و سواری چوب چوگان به‌دست را نشان می‌دهد. چهار نیمه‌تنه نیز در پشت تپه‌ها دیده می‌شود. |
| ۹۴۰ ه‍.ق                               | «دیدار دو دل‌داده در باغ» | آقا میرک (به‌گفتهٔ فردریک روبرت مارتین)، سلطان محمد (به‌گفتهٔ آرمناگ ساکیسان)، شیخ‌زاده (به‌گفتهٔ ارنست کونل) | «گل بی رخ یار خوش نباشد / بی‌باده بهار خوش نباشد»                                  | موضوعِ گل و بهار و مصورسازی صحنه‌های بزم در بسیاری از دیوان‌های مصوّرِ حافظ، رایج بوده و این اثر نیز در همین راستاست. |
|                                      | «مجلس وعظ»               | شیخ‌زاده                                                                                                | «واعظان کاین جلوه در محراب و منبر می‌کنند / چون به خلوت می‌روند آن کار دیگر می‌کنند» | نگاره، ایوان مسجدی با کاشی‌کاری مُعَرَّق را نشان می‌دهد و واعظی نیز با چهره‌ای اندوهگین بر منبری خاتم‌کاری‌شده نشسته و مردم را به توبه فرامی‌خواند. افزون بر درون ایوان، افراد زیادی بر روی پشت بامِ رواقِ کناریِ مسجد جمع شده‌اند و به سخنانِ واعظ گوش می‌دهند. شیخ‌زاده در اینجا توانسته هراسِ ناشی از سخنانِ واعظ را در شنونده‌ها به‌خوبی به‌تصویر بکشد. یک نفر دستانش را بر چهره‌اش نهاده و گریه می‌کند، مردی وحشت‌زده یقه‌اش را پاره می‌کند، جوانی از حیرتْ انگشتش را به دندان گرفته و گناهکاری «سیه‌رو» دستِ یاری به سوی واعظ دراز کرده است. ترکیبِ رنگِ سرد و تیره نیز بر سنگینیِ فضای تصویر افزوده‌است. حضوری مردی در پای منبر و روبه‌روی واعظ، نشان از دانشمندِ مجلس در مصرعِ اولِ بیتِ دوم این غزل: «مشکلی دارم ز دانشمند مجلس بازپرس / توبه‌فرمایان چرا خود توبه کمتر می‌کنند» دارد. بر پیشانیِ ایوانِ مسجد و رواقِ کنارِ آن نیز، دو کتبیه شاملِ بیتِ «برو به کار خود ای واعظ این چه فریادست / مرا فتاد دل از ره تو را چه افتادست» و مصرعِ «رواق منظر چشم من آشیانه توست» دیده می‌شود. این اثرِ شیخ‌زاده، نگاره و نگارگر آن را در دستهٔ هنرمندانی قرار می‌دهد که در به‌تصویر درآوردنِ اشعارِ حافظ، موفق بوده‌اند. |
|                                      | «رؤیت ماه نو»            | سلطان محمد                                                                                             | «عید است و موسم گل و یاران در انتظار / ساقی به روی شاه ببین ماه و می بیار»        | حافظ در این غزل، عید فطر را در نظر داشته و سلطان محمد در این نسخه، سام میرزا را در جشنِ عید فطر به تصویر کشیده شده‌است. نام «الهادی ابوالمظفر سام میرزا» در کتیبهٔ بالای سردر کوشکی که سام میرزا بر ایوان آن نشسته و دو بیتِ اول و پنجمِ همان غزل: «خوش دولتیست خرم و خوش خسروی کریم / یا رب ز چشم‌زخم زمانش نگاه‌دار» در کتیبهٔ رُخْبامِ همان بنا نوشته شده‌است. نگاره نشان‌دهندهٔ این است که این نسخه برای سام میرزا نوشته شده‌است. بر بامِ کوشْکِ وسطِ باغ نیز جوانی با انگشتِ اشاره‌اش ماه نو را نشان می‌دهد و عده‌ای به «رؤیت هلال ماه شوال» ایستاده‌اند و دعا می‌خوانند. سام میرزا از دست ساقی جوانی، که دستار پَردار او نشان از وابستگی‌اش به خاندان پادشاهی دارد، جامی می‌گیرد. دو سوی تختش شاهزادگان و امیران نشسته‌اند و سلاح‌داران نیز پشت سرش ایستاده‌اند. نوازندگان مشغول جشن هستند و در تصویر تعداد زیادی شمعِ کافوریِ بلند دیده می‌شود و خدمتکاران نیز سینی‌های غذا و میوه را از درون کوشک به مجلس می‌آورند. چهرهٔ یک زن جوان که از دریچهٔ اُشکوب، مشغول تماشای آخرین افطارِ ماه رمضان است و لکه‌های باریکِ ابر در آسمان آبی و چهره‌های شادِ مردان، شادمانیِ نهفته در این غزلِ حافظ ر ا نشان می‌هد. توالی رنگ‌های زرد و سبز و آبی و قرمز لباس‌ها و وجود گل‌های رنگارنگ در بخش زیرینِ نگاره بر فضای شادِ عید می‌افزاید. ترکیب شعر حافظ و قلمِ سلطان محمد، نگاره‌ای تکرارناشدنی را پدید آورده‌است. |
|                                      | «مجلس سرای پیر مغان»     | سلطان محمد                                                                                             | «درِ سرای مغان رُفته بود و آب زده / نشسته پیر و صلایی به شیخ و شاب زده»             | سلطان محمد به سبب آشنایی‌ای که با ادبیات فارسی و به‌ویژه با غزلیات حافظ داشت، توانست با خلق این اثر، «گوی توفیق» را از سایر نگارگران بِرُباید. او سرای مُغان را در این تصویر به‌صورت کوشکی دواشکوبه طراحی کرده‌است که با نردهٔ سرخ‌رنگی سرا را از باغی پُردرخت جدا می‌کند. او بدنهٔ کوشک را در این اثر با کاشی‌کاریِ رنگینی که طرح‌های هندسی نیز دارد، آراسته است. سه ردیف کاشی معرّقِ پهن و باریک با گل و برگِ ریز، بر رخبامِ کوشک دیده می‌شود. در شاه‌نشین اشکوبهٔ دوم، پیری با کتابی در دست و جامی در پیش‌رو، همه را به نوشیدن فرامی‌خواند. حافظ در ابیاتِ بعدیِ همین غزل، دربارهٔ ساکنانِ سرای مغان گفته‌است «سبوکشان همه در بندگیش بسته کمر / ولی ز تَرکِ کُلَه چتر بر سحاب زده». سلطان محمد نیز این بیت را با به‌تصویر کشیدن گروهی از سبوکشانِ پیر و جوان که به‌قول حافظ به «بندگی پیر» کمر بسته‌اند، در پیشگاه کوشکْ نشان داده‌است. بیت سوم این غزل «شعاع جام و قدح نور ماه پوشیده / عِذار مُغْبَچِگان راهِ آفتاب زده» است که به تعبیر او چهرهٔ مغبچگان راه نور خورشید را بسته‌است و «پرتو می» نیز نور ماه را پوشاند. در تصویر نیز مغبچگانی در غرفهٔ روبه‌روی پیر برای خدمت به او ایستاده‌اند. در غرفهٔ روبه‌روی پیر هم خدمتکاری در حال بالا کشیدن تُنگِ چینیِ آبی و سفیدی است. سلطان محمد با چیره‌دستی، بیت «گرفته ساغر عشرت فرشتهٔ رحمت / ز جرعه بر رخ حور و پری گلاب‌زده» را به تصویر کشیده‌است. «فرشتهٔ رحمت» در میان دیگر فرشتگان قدحی در دست و گلاب‌پاشی در پیش رویش دارد. بیت ششمِ غزل: «ز شور و عربدهٔ شاهدان شیرین‌کار / شکر شکسته سمن ریخته رباب‌زده» در پایین تصویر مصور شده‌است و پیر و جوان در حال سرمستی و خواب‌زدگی و پایکوبی و نیز نوازندگانی با چهره‌های متفاوت با دیگران دیده می‌شوند. ابیات بعدی این غزل، حول محورِ گفت‌وشنود حافظ با پیر مغان است که به‌تصویر کشیدنِ آن در این نگاره میسر نیست. |

## نسخه‌ها
پژوهش‌های گسترده دربارهٔ شعرِ حافظ هنوز به بررسیِ منظمی از اثرگذاریِ دیوانش بر هنرهای تجسمی نپرداخته‌است. نسخه‌های خطیِ اشعارِ او اصولاً به‌عنوان منبعِ نقد ادبی مورد توجه قرار گرفته‌اند، اما همان دست‌نوشته‌ها می‌توانند اطلاعاتی در مورد شیوه‌های فهم و بهره‌گیری از اشعارش در مکان‌ها و دوره‌های گوناگون ارائه دهند. حتی نسخه‌های خطی به‌ترتیبِ زمانی و جغرافیایی می‌تواند شاخصی برای میزان و رشدِ محبوبیتش باشد. نسخه‌هایی با آرایه‌هایی بسیار دقیق یا تصاویر مشخص ممکن است نحوهٔ درک اشعارش را نشان دهد. اشاراتی پراکنده به رونویسی شعرهای او از اشیاء شده‌است، اما می‌توان پژوهشی منظم‌تر انجام داد. از اشعارش توسط نقاشانِ سده‌های نوزدهم و بیستم میلادی به‌عنوان منبعی برای خلق نقاشی‌خط استفاده شده‌است که جایگزینی برای آثار فیگوراتیو است. نیاز به تصحیح انتقادی از دیوانِ حافظ، پژوهشگران را بر آن داشت تا برای شناساییِ نسخه‌های خطی که به‌طور اولیه و بادقت نوشته شده بودند، بررسی‌ای اصولی از مجموعه‌های عمومی و خصوصی انجام دهند. شناسایی چنین نسخه‌هایی به پژوهشگران، به‌ویژه محمد قزوینی، پرویز ناتل خانلَری و اخیراً رشید عِیوَضی، اجازه داد تا از آنها به‌عنوان پایهٔ نسخه‌های خویش استفاده کنند. نسخهٔ عیوضی از نُه نسخهٔ خطی به‌تاریخِ میان ۸۱۳ ه‍.ق/۱۴۱۰ م تا ۸۲۷ ه‍.ق/۱۴۲۳ م بهره برده‌است. درحال حاضر این نسخه‌ها از استانبول و تهران تا دوشنبه و حیدرآباد پراکنده شده‌اند، اما به‌نظر می‌رسد که بیشترِ نمونه‌های مصوّرِ عیوضی در شیراز تولید شده‌اند. این دست‌نوشته‌ها بر این واقعیت تأکید می‌کند که در طول سه دههٔ نخست سدهٔ نهم هجری، اشعار حافظ برای هر دو نوع جُنگ‌ها و سفینه‌ها گزیده شده‌اند و به‌عنوان دیوانی مستقل از بیش از ۴۰۰ غزل جمع‌آوری شده‌اند. کیفیتِ بالای خوشنویسی و تذهیبِ موجود در همان نسخه‌های خطی نیز نشان می‌دهد که طی چند دهه پس از درگذشتِ حافظ، آثارِ وی توسط خوشنویسان و مُذَهِّبانِ حرفه‌ای برای مشتریان بلندمرتبه رونویسی می‌شود.
طبق آخرین آمارِ منتشرشده دربارهٔ نسخه‌های خطیِ دیوانِ حافظ در «فهرستوارهٔ دست‌نوشته‌های ایران»، تاکنون دست‌کم ۵۳۹ جلد نسخهٔ دست‌نویس از دیوانِ حافظ در فهرست‌های نسخه‌های خطی در ایران معرفی شده که البته باید نسخه‌های موجود در موزه‌ها و کتابخانه‌ها و مجموعه‌های خصوصی جهان را که در این فهرست نیامده‌است، بر شمارِ آثار افزود. در میان این نسخه‌های خطی، اندکی مصوّر و تعدادی نیز نفیس هستند. از میان شاعرانِ بزرگِ ایران پس از شاهنامهٔ فردوسی و آثارِ نظامی، دیوان حافظ دارای بیشترین نسخه‌های خطیِّ نفیسِ خوشنویسی‌شده بر کاغذِ زرافشان یا الوان و گاهی متنِ حاشیه‌شده و آراسته با عواملِ گوناگونِ کتاب‌آرایی مانند تشعیر، ترصیع، تذهیب، شمسه و سرلوحِ مذهَّب، رنگه‌نویسی، جلدهای نفیس و دیگر زمینه‌های هنری است.
باوجود چندین نسخهٔ خطی اولیه که تقریباً شاملِ کلِ مجموعهٔ اشعار حافظ هستند، نسخه‌های خطیِ نفیسِ شعرِ حافظ در حوزهٔ خود بسیار متنوعند. بعضی از آنها فقط چند شعر دربردارند، و برخی دیگر کلِ دیوانش را. تصاویر تصویرگری‌شدهٔ اشعار او از لحاظِ موضوعی و فرم، متنوع هستند. در بعضی موارد، این تنوع ممکن است بازتابِ تفسیرهای مختلفی باشد که به شعرِ او نسبت داده شده‌است. درحال حاضر در میان قدیمی‌ترین نسخه‌های خطی، یک جفت سفینه یا مرقّع در پاریس موجود است که صفحاتی دربردارندهٔ دو بیت دارد که به‌صورت مورب و در کادرهای گسترده به‌همراهِ نقوشِ گیاهی و حیوانی نوشته شده است. در نمونه‌ای دیگر، شعر حافظ به‌همراه یک جفت نقاشی تصویر شده‌است، که یکی از آن‌ها زنی را همراه با کودکی خردسال، و دیگری زوجی را زیر درختی پرشکوفه نشان می‌دهد. بزرگ‌ترین گروه از نسخه‌های خطیِ مصورِ حافظ در شیراز تولید شده‌اند که چشمگیرترین‌شان متعلق به دههٔ ۹۷۰ ه‍.ق/۱۵۸۰ م است. اگرچه این آثار به‌وضوح برای افرادِ ثروتمند تولید شده‌اند، اما هیچ‌کدام به یک مشتری خاص اختصاص ندارد، به‌گونه‌ای که معمولاً به‌عنوان محصولاتِ تجاری توصیف می‌شوند. بعضی از تصاویرِ این آثار، مانند دیباچه و قطعاتِ اصلی احتمالاً عمومی هستند، اما نقاشی‌های موجود در بدنهٔ متن احتمالاً با مضامینِ شعرهای حافظ ارتباطی دارند. بیشتر نسخه‌های خطیِ حافظ در سدهٔ هفدهم میلادی هنوز منتشر نشده‌است، اما اظهارنظرها دربارهٔ آنها در کتابشناسی‌ها حاکی از آن است که تصویرگران توجه خود را از ایجاد تصاویرِ روایی — از جمله نمونه‌هایی که در نسخه‌های سدهٔ شانزدهم میلادی یافت می‌شود — به تولیدِ اغلب طراحی‌هایی با رنگ‌های ملایم، که اغلب شامل مردانِ بالغ و یک جوان می‌شوند، معطوف کرده‌اند. چشمگیرترین نمونه از این نوع، دو نسخهٔ خطی است که احتمالاً مربوط به دههٔ ۱۰۷۰ ه‍.ق/۱۶۶۰ م است، که یکی در کتابخانهٔ چستربیتی و دیگری، در موزهٔ کاخ توپ‌قاپی استانبول نگه‌داری می‌شوند. نسخهٔ چستربیتی شامل ۴۹۰ طراحیِ رنگ‌شده در ۵۰۰ برگ، و نسخهٔ استانبول دارای ۵۵۸ تصویر در ۵۷۸ برگ است. در هر دو مورد، کتاب‌ها تقریباً ظاهرِ یک مرقّع یا آلبومی را نشان می‌دهند که در آن نمونه‌های خوشنویسی با نقاشی‌های متناوب قرار دارند. محتمل است که اشعار حافظ به‌طور مکرر در آلبوم‌ها دیده شود، اما شمارِ اندکی از آن‌ها مورد بررسی قرار گرفته‌اند یا منتشر شده‌اند.
شیراز در سال‌های پایانی سدهٔ دهم هجری یکی از مهم‌ترین مراکز کتاب‌آرایی در ایران محسوب می‌شد. چهار نسخه از دیوانِ حافظ به‌دست هدایت‌الله کاتب شیرازی در فاصلهٔ زمانیِ کوتاهی کتابت شده که نمونه‌هایی از تولیدِ انبوهِ نسخه‌های خطیِ مصوّر به‌ویژه در زادگاهِ حافظ، شیراز است؛ دو نسخه در ۹۹۱ ه‍.ق که در کتاب‌خانهٔ عمومی سن‌پترزبورگ و کتابخانه و اسناد ملی مصر نگهداری می‌شوند و دو نسخهٔ همانندِ بدون تاریخِ کتابخانهٔ ملی مَلِک و کتابخانهٔ ملی پاریس. تعدادی از نسخه‌ها که به خوشنویسانِ نامدار، منسوب یا به‌دست آنها کتابت شده و یا دارای رقمِ مُذَهِّب هستند، از اهمیت ویژه‌ای برخوردارند. گاهی نیز به‌کاربردن عناصرِ گوناگونِ کتاب‌آرایی در یک نسخه، آن را از دیگر نسخه‌ها متمایز می‌سازد. نسخه‌هایی که به خطِ خوشنویسانی مانند میرعلی هروی و سلطان‌علی مشهدی نوشته شده یا به‌دست مذهّبانِ معروفی مانند یوسف مذهّب‌باشی، یاری مذهّب و عبدالله مذهّب شیرازی آراسته و تذهیب شده‌اند در این گروه قرار می‌گیرند. بیشتر نسخه‌های هنریِ اشعار حافظ توسط نستعلیق‌نویسانِ گمنام و نامدار نوشته شده‌است. اما در این میان شکسته‌نویسان هم به نوشتنِ گزیدهٔ اشعار یا خود دیوان پرداخته‌اند. از زمانِ ظهورِ صنعت چاپ، نسخه‌های خوشنویسی‌شدهٔ بسیاری از دیوانِ حافظ چاپ شده و نخستین نسخه نیز در کلکته و در میان سال‌های ۱۲۰۰ تا ۱۲۰۶ ه‍.ق بوده‌است. سیدعلی آل داوود قدیمی‌ترین نسخهٔ دیوانِ حافظ را مربوط به سال ۸۰۳ ه‍.ق می‌داند. این نسخه توسط برهان بن غیاث‌الدین کرمانی به خط نَسخ و به‌دستور امیر مجدُالدّین نوشته شده و در یکی از مراکزِ فرهنگیِ کشورهای آسیای میانه دیده شده‌است. اما در اواخر بهارِ ۱۳۹۴، نسخهٔ نسبتاً کاملی از دیوانِ حافظ مربوط به سال ۸۰۱ ه‍.ق در یکی از کتاب‌خانه‌های ترکیه به‌کوشش بهروز ایمانی پیدا شد. این نسخه در تهران به‌شیوهٔ چاپ عکسی/نسخهٔ برگردان انتشار یافته‌است.
در سدهٔ یازدهم هجری/هفدهم میلادی رواجِ شیوهٔ رضا عباسی، منجر به پیدایشِ نسخه‌های پرنگاره شد. در این شیوه، پیکره‌های بزرگ با قلم‌گیری‌های روان و درشت و محکم که بیشترِ صفحهٔ نقاشی را اشغال می‌کرد، جایگزینِ چهره‌پردازی‌های ریز و پرکار و ظرافتِ مکتب‌های پیشین شد. به‌دلیل ناپایداری‌ها و رخدادهای سیاسی و اجتماعی سدهٔ دوازدهم هجری/هجدهم میلادی، شمارِ کمی از نسخه‌های دیوانِ حافظ در دست است که کیفیتِ نسخه‌های سده‌های قبلی را ندارند و نسخه‌های مصوّر این سده نیز بسیار نایاب‌اند.
کشمیر مرکزِ اصلیِ تولیدِ نسخه‌های خطی در اواخر سدهٔ هجدهم میلادی شد و همچنان نسخه‌های خطی در سدهٔ نوزدهم میلادی به‌خوبی تولید می‌شدند. در کنارِ دیگر آثارِ کلاسیکِ ادبیات فارسی، کارگاه‌های کشمیری تعدادی نسخهٔ مصور از دیوانِ حافظ تولید کردند. با آنکه تصاویرِ آنها اغلب به‌طور خلاصه اجرا می‌شد، اما رویکردِ اصلیِ نقاشانِ کشمیری به تصویرگری حافظ بود. این موضوع، این حقیقت را عیان می‌کند که غزل به‌نوعی تفسیرِ دانشِ مشترک — خواه اسطوره‌ای یا تاریخی — میان شاعر و مخاطبش، و غالباً به شخص یا واقعه‌ای که در درازای طولانی و سرگرم‌کنندهٔ شعر داستانی توصیف می‌شود، اشاره دارد؛ بنابراین، ترکیب‌بندیِ آنها معمولاً دارای دو سطح است: بخشِ پایین، مردی نشسته و ریش‌دار را نشان می‌دهد که به‌نظر می‌رسد درحال سخن گفتن است، و معمولاً تصویری از شاعر درحال خواندنِ اشعارِ خویش درنظر گرفته می‌شود. بخشِ بالاییِ نقاشی دربردارندهٔ ترکیبی مجزاست که معمولاً با مضمون‌های ذکرشده در بیتِ همراهْ مرتبط است. شعر حافظ همچنان الهام‌بخشِ هنرمندان ایرانی است، اما انتشارِ اندکِ آثارِ آنان، عمومیت بخشیدن به آفرینش‌های آنان را دشوار می‌کند؛ مانند نقاشی‌هایی که توسط حسین زنده‌رودی به‌همراه گلچینی ادبی از اشعارِ حافظ به زبانِ اصلی و ترجمهٔ انگلیسی با نامِ «رقص زندگی» در سال ۱۹۸۸ م منتشر شد. زنده‌رودی یک «نقاشی‌خط» ایجاد کرد تا هر یک از دوازده غزل را در این کتاب همراهی کند. همهٔ آثار شامل چندین لایه خوشنویسی است که روی یکدیگر قرار گرفته‌اند، اما برخی آثار نیز از اشکالِ هندسی یا نشانه‌هایی مانند هلال ماه استفاده می‌کنند. اگرچه همه آثارْ خوشنویسی هستند، اما به‌راحتی خوانده نمی‌شوند. به‌نظر می‌رسد که بیشترشان برای افرادی آفریده شده‌اند که هر کلمه از هر بیت حافظ را در حافظ محفوظ دارند. تشخیصِ هر عبارت، اجازه می‌دهد چنین اشخاصی یک غزلِ کامل را به‌خاطر آورند تا نیازی به ذکرِ ابیات به‌ترتیبِ معمولِ خود نباشد، اگرچه مطلع یا مصراعِ آغاز، معمولاً در جایگاهِ برجسته‌ای در ترکیب‌بندی قرار می‌گیرد.
از برجسته‌ترین مقدمه‌نویسان می‌توان به بهاءالدّین خرّمشاهی، حسین الهی قمشه‌ای و عقیل محمودی بختیاری اشاره کرد. افزون‌بر آنچه ذکر شد، نسخه‌های دیگری نیز از خوشنویسانی که عمدتاً از مدرّسان انجمن خوشنویسان بوده‌اند، خوشنویسی و منتشر شده‌است که مهم‌ترین آنها به خط امیراحمد فلسفی است. بعضی از دیگر خوشنویسان به ترتیب حروف الفبا عبارتند از: مصطفی اشرفی، حمید پیرمغان، علی جاقری، حسین جعفری تبار، محمد جوادزاده، محسن خرازی، حسین خسروی، راهجیری، محمدتقی سرمست، حسین غلامی، مهدی فروزنده، مهدی فلاح، کاظم لاهیجی، رسول مرادی، شمس‌الدین مرادی، فریبا مقصودی، حسن ملائی تهرانی، محمدمهدی منصوری، مسعود معدیخانی، احمد میرخانی و اکبر نیکخو. علاوه‌بر این، نسخه‌های دیگری هم با استفاده از نرم‌افزارهای رایانه‌ای خوشنویسی نستعلیق، توسط خوشنویسانِ دیگر فراهم آمده و منتشر شده‌است که برخی از آنها بر اساس حروف الفبا عبارتند از: فرهاد اختیاری، کاوه اخوین، سعید اسماعیل‌بیگی، علی اعرابی، لیلا شرافتی، سپیده شمعی و احمد و محمدرضا ملکوتی.
| فهرستِ نسخه‌های هنریِ دیوانِ حافظ |                    |                                              |                                                |
| تاریخ                         | کاتب و مذهّب        | نسخه                                         | توضیحات                                        |
| صفر ۹۲۷ ه‍.ق                    | میرعلی هروی        | نسخهٔ کتابخانهٔ بادلیان                        | این اثر مذهّب و مصوّر و دارای جلد نفیس است.      |
| ۹۳۸ ه‍.ق                        | شاه محمود نیشابوری | نسخهٔ کتابخانهٔ سن پترزبورگ                    | اثر مذهّب در تبریز نوشته شده است.               |
| سدهٔ ۱۰ ه‍.ق                     | سلطان محمد نور     | نسخهٔ مجلس شورای اسلامی (شمارهٔ ۳۶۱۷)          | کل این اثر با زَر و در هرات نوشته شده است.      |
|                               | سلطان محمد نور     | نسخهٔ کتابخانهٔ چستربیتی (شمارهٔ ۱۵۰)           |                                                |
|                               | سلطانعلی مشهدی     | نسخهٔ کتابخانهٔ مجلس شورای اسلامی (شمارهٔ ۳۵۵۴) | این اثر که در هرات نوشته شده، مذهّب و مرصّع است. |
|                               | سلطان محمد خندان   | نسخهٔ کتابخانهٔ کاخ گلستان (شمارهٔ ۲۶۷)         | این اثر مذهّب است.                              |

| فهرستِ نسخه‌های به خطّ شکستهٔ دیوانِ حافظ |                                  |                                      |                          |
| تاریخ                                | کاتب و مذهّب                      | نسخه                                 | توضیحات                  |
| ۱۱۲۲ ه‍.ق                              |                                  | نسخهٔ کتابخانهٔ کاخ گلستان (شمارهٔ ۳۲۶) |                          |
| ۱۱۹۹ ه‍.ق                              | محمد عیسی بن محمد جعفر           | نسخهٔ کتابخانهٔ کاخ گلستان (شمارهٔ ۳۲۷) |                          |
| ۱۲۵۹ ه‍.ق/۱۸۴۳ م                       | سیدعلی حسینی شیرازی              | نسخهٔ کتابخانهٔ کاخ گلستان (شمارهٔ ۶۹۴) |                          |
| ۱۲۶۳ ه‍.ق/۱۸۴۷ م                       | محمد مهدی کاتب‌السلطان فراهانی    | نسخهٔ کتابخانهٔ کاخ گلستان (شمارهٔ ۳۵۹) |                          |
| ۱۲۶۵ ه‍.ق/۱۸۴۹ م                       | علی‌محمد شیرازی                   | نسخهٔ کتابخانهٔ کاخ گلستان (شمارهٔ ۳۳۲) | این اثر مرصّع و مذهّب است. |
| ۱۲۷۳–۱۲۷۵ ه‍.ق/۱۸۵۷–۱۸۵۹ م             | محمدباقر بن حاجی علی تاجر قزوینی | نسخهٔ کتابخانهٔ برلین                  |                          |
| ۱۲۹۵ ه‍.ق/۱۸۷۸ م                       | علی‌محمد نقیب شیرازی              | نسخهٔ کتابخانهٔ کاخ گلستان (شمارهٔ ۳۲۵) |                          |

| فهرستِ گزیدهٔ نسخه‌های مصوّرِ دیوانِ حافظ |                              |                                           | |
| تاریخ                               | کاتب، نگارگر و مذهّب          | نسخه                                      | توضیحات |
| نیمهٔ سدهٔ ۹ ه‍.ق/۱۵ م                  |                              | نسخهٔ کتابخانهٔ ملی ملک تهران (شمارهٔ ۴۶۲۹)  | این اثر مذهّب دارای ۷ نگاره است. |
| ۸۷۰ ه‍.ق/۱۴۶۶ م                       | شیخ محمود نیشابوری           | نسخهٔ کتابخانهٔ توپکاپی‌سرای استانبول        | این اثر مذهّب با دونگاره، در بغداد و برای پیربوداق بهادر آق قویونلو، پسر جهانشاه نوشته شده است. |
| ذیقعدهٔ ۸۷۳ ه‍.ق/ژوئن ۱۴۶۹ م           |                              | نسخهٔ کتابخانهٔ توپکاپی‌سرای استانبول        | سرلوح‌های این اثر، مذهّب و نسخه دارای ۵ نگاره است. |
| ۸۹۴ ه‍.ق/۱۴۸۹ م                       | شیخ محمدابراهیم اوحدی بلیانی | نسخهٔ کتابخانهٔ لیدن                        | این اثر چهار نگاره به مکتب شیراز دوم تعلق دارد و موضوع هر کدام از آن‌ها غزلی است که بیت‌هایی از آن در بالا و پایین نگاره نوشته شده‌است. نگارهٔ ۱: «زلف آشفته و خوی کرده و خندان لب و مست / پیرهن چاک و غزل‌خوان و صراحی در دست»؛ نگارهٔ ۲: «یا رب اندر دل آن خسرو شیرین انداز / که به رحمت گذری بر سر فرهاد کند»؛ نگارهٔ ۳: «سحرم دولت بیدار به بالین آمد / گفت برخیز که آن خسرو شیرین آمد»؛ نگارهٔ ۴: «صبح است ساقیا قدحی پرشراب کن / دور فلک درنگ ندارد شتاب کن» |
| ۹۰۷ ه‍.ق/۱۵۰۱ م                       | محمد محسن هروی               | نسخهٔ آرشیو ملی کابل                       | این اثر نیز چهار نگاره شامل یک نگاره بدون شعر، دو نگاره از حافظ و فریدون میرزا تیموری در ابتدای نسخه و یک نگاره از غزل «عشقبازی و جوانی و شراب لعل فام / مجلس انس و حریف همدم و شرب مدام» است. این نسخه یکی از آخرین نسخ دیوانِ حافظ مکتب هراتِ دورهٔ تیموریان محسوب می‌شود. |
| ۹۱۷ ه‍.ق/۱۵۱۱ م                       | منعم‌الدین اوحدی شیرازی       | نسخهٔ کتابخانهٔ مدرسهٔ سپهسالار (شمارهٔ ۱۱۸۰) | این اثر دارای ۵ نگاره است. |
| ۹۶۳ ه‍.ق/۱۵۵۶ م                       | حسن کاتب                     | نسخهٔ کتابخانهٔ کاخ گلستان (شمارهٔ ۳۶۳)      | این اثر کتابت شده در شیراز، سه نگاره دارد؛ نگارهٔ نخست با عنوان «شکارگاه»، بیت «در انتظار خدنگش همی برد دل صید / خیال آنکه به رسم شکار باز آید»، نگارهٔ دوم با عنوان «مجلس بزم» بیت «کنار آب و پای بید و طبع شعر و یاری خوش / معاشر دلبری شیرین و ساقی گلعذاری خوش» و نگارهٔ سوم با عنوان «چوگان»، بیت «خنگ چوگانی چرخت رام شد در زیر زین / شهسوارا چون به میدان آمدی گویی بزن» را به تصویر کشیده‌است. |
| ۹۸۹–۹۹۴ ه‍.ق/۱۵۸۱–۱۵۸۶ م              | سلطان حسین بن قاسم تونی      | نسخهٔ کتابخانهٔ توپکاپی‌سرای                 | این اثر با هشت نگارهٔ باکیفیت و با تذهیب عبدالله مذهّب شیرازی برای سلطان سلیمان قانونی (حاکم تون در خراسان) در خراسان کتابت و تهیه شده‌است. یک برگ از این اثر که دارای نگاره است، جدا شده و در مجموعهٔ کایر نگهداری می‌شود. |
| ربیع‌الثانی ۱۰۰۱ ه‍.ق                  | قطب‌الدین کاتب                | نسخهٔ کتابخانهٔ بادلیان (شمارهٔ ۸۲۸)         | این اثر چهار نگاره دارد. |
| شوال ۱۰۰۳ ه‍.ق/ژوئن ۱۵۹۵ م            | شاه قاسم                     | نسخهٔ کتابخانهٔ کاخ گلستان (شمارهٔ ۳۱۵۹)     | این اثر ۳ نگاره دارد. نگارهٔ اول تصویری از غزل «ستاره‌ای بدرخشید و ماه مجلس شد / دل رمیده ما را رفیق و مونس شد» است. نگارهٔ دوم تصویری از غزل «دیدار شد میسر و بوس و کنار هم / از بخت شکر دارم و از روزگار هم» و نگارهٔ سوم تصویر الحاقی جوان ایستادهٔ باز بر دست. |
| شوال ۱۰۲۵ ه‍.ق/اکتبر ۱۶۱۶ م           | شاه قاسم                     | نسخهٔ موزهٔ ملی ایران (شمارهٔ ۹۲۱۰)          | این اثر دارای شش نگاره است. نگارهٔ ۱ با عنوان بزم و باده‌نوشی بر مبنای ابیات چهار و هفت از غزل «روزه یک سو شد و عید آمد و دل‌ها برخاست / می ز خمخانه به جوش آمد و می باید خواست» است. نگارهٔ ۲ با عنوان بازی چوگان و بر مبنای غزل «خسروا گوی فلک در خم چوگان تو باد / ساحت کون و مکان عرصه میدان تو باد»، نگارهٔ ۳ با عنوان میخانه و بر مبنای غزل «در عهد پادشاه خطابخش جرم پوش / حافظ قرابه کش شد و مفتی پیاله نوش»، نگارهٔ ۴ با عنوام خرابات و بر مبانی غزل «خیز تا خرقه صوفی به خرابات بریم / شطح و طامات به بازار خرافات بریم»، نگارهٔ ۵ با عنوان سرای پیر مغان و بر پایهٔ غزل «خدا را کم نشین با خرقه پوشان / رخ از رندان بی‌سامان مپوشان» و نگارهٔ آخر با عنوان بزم، بر پایهٔ غزل «ساقیا سایه ابر است و بهار و لب جوی / من نگویم چه کن ار اهل دلی خود تو بگوی» است. |
| ۱۰۲۵ ه‍.ق/۱۶۱۶ م                      |                              | نسخهٔ کتابخانهٔ بریتانیا                    | در دورهٔ قاجاریه تصویرهایی به این اثر افزوده شده‌است. |
|                                     | محمد قاسم و محمد یوسف        | نسخهٔ کتابخانهٔ چستربیتی (شمارهٔ ۲۲۹)        | این نسخه ۴۹۰ تصویر دارد که برخی رقم محمد قاسم و مابقی احتمالاً کار محمد یوسف است. |
| ۱۰۶۹ ه‍.ق/۱۶۵۹ م                      |                              |                                           | تصاویر این نسخه در مجموعه‌ها و موزه‌ها پراکنده است و تاکنون ۲۳ تصویر آن شناسایی شده‌است. |
| رمضان ۱۱۲۹ ه‍.ق/اوت ۱۷۱۷ م            |                              | نسخهٔ کتابخانهٔ بادلیان                     | این اثر ۱۰ تصویر با ویژگی‌های پایان دورهٔ مکتب اصفهان دارد. |
| ۱۲۰۴ ه‍.ق/۱۷۹۰ م                      |                              | نسخهٔ مجموعهٔ شخصی                          | این نسخه جزو آخرین نمونه‌های نسخ مصور دورهٔ زندیه به شمار می‌رود. |
| ۱۲۲۱ ه‍.ق/۱۸۰۶ م                      |                              | نسخهٔ کتابخانهٔ بادلیان                     | این اثر دارای تصاویری به سبک اروپایی است. |
| سدهٔ ۱۲–۱۳ ه‍.ق/۱۸–۱۹ م                |                              | نسخهٔ موزهٔ متروپولیتن (شمارهٔ ۱۶)           | این اثر ۷۵ نگاره دارد و با ویژگی‌های مکتب شیراز است. |
|                                     | محمدسلیم تبریزی              | نسخه‌ای از یک مجموعهٔ شخصی                  | این نسخه دارای ۴۲۴ تصویر است. |
|                                     |                              | نسخهٔ کتابخانهٔ توپکاپی‌سرای                 | این نسخه دارای ۵۵۵ تصویر است. |
|                                     |                              | نسخهٔ کتابخانهٔ بادلیان                     | این اثر دارای ۷ نگاره است. |

| فهرستِ جُنگ‌ها و بَیاض‌ها دربارهٔ دیوانِ حافظ |                 |                        |                                                                   |
| تاریخ                                  | کاتب و مذهّب     | نسخه                   | توضیحات                                                           |
| ۸۷۳ ه‍.ق/۱۴۶۸ م                          |                 | نسخهٔ کتابخانهٔ بریتانیا | این اثر در شیروان کتابت شده است.                                  |
| ۸۸۵ ه‍.ق/۱۴۸۰ م                          | کمال‌الدین بهزاد | کتابخانهٔ ملی پاریس     | این اثر که جُنگ اشعار است، رقم بهزاد و دو نگاره به شیوهٔ هرات دارد. |

| فهرستِ نسخه‌های هنریِ دیوانِ حافظ در شبه‌قارهٔ هند                               |                     |                                                               | |
| تاریخ                                                                      | کاتب و مذهّب         | نسخه                                                          | توضیحات |
| ۹۳۵ ه‍.ق/۱۵۲۹ م                                                              | پیرحسین کاتب شیرازی | نسخهٔ کتابخانهٔ سالار جنگ حیدرآباد (شمارهٔ ۱۴۶۶)                 | این اثر دارای دو نگاره است. |
| ۹۴۸ ه‍.ق/۱۵۴۱ م                                                              | اصیل‌الدین           | نسخهٔ کتابخانهٔ حبیب گنج علیگره (شمارهٔ ۴۷/۱۶)                   | |
| ۹۹۰ ه‍.ق/۱۵۲۸ م                                                              | عبدالصمد شیرازی     | تقسیم شده بین کتابخانهٔ چستربیتی و کتابخانهٔ بریتانیا           | این اثرِ مصور در مجموعه‌های کتاب‌های شرقی و ایندیا آفیس (کتابخانهٔ بریتانیا) و مجموعهٔ بادلیان (کتابخانهٔ چستربیتی) تقیسم شده است. نگاره‌های این اثر هم‌زمان با کتابت آن افزوده شده است. |
| ۹۸۳ ه‍.ق/۱۵۷۵ م کتابت‌شده؛ اواخر سدهٔ ۱۰ و اوایل سدهٔ ۱۱ ه‍.ق (دورهٔ اکبر) مصورشده |                     | نسخهٔ کتابخانهٔ رضا                                             | این اثر در خراسان کتابت و در هند مصور شده و دارای ۱۱ نگاره است: ۱. تصویر نشستهٔ اکبر با کتابی در دست و قصیده‌ای در مدح و ستایش شاه شجاع؛ ۲. نگارهٔ بزم، با تصویری از بیت «تا شد آن مه مشتری درهای حافظ را به نقد / می‌رسد هر دم به گوش زهره گلبانگ رباب»؛ ۳. نگارهٔ آدم، با تصویری از بیت «نه من از پرده تقوا به درافتادم و بس / پدرم نیز بهشت ابد از دست بهشت»؛ ۴. نگاره‌ٔ بزم در باغ با رقم فرخ چلا و تصویری از بیت «خوش آمد گل وز آن خوشتر نباشد / که در دستت به جز ساغر نباشد»؛ ۵. نگارهٔ شکارگاه با رقم منوهر و تصویری از غزل «سحرم دولت بیدار به بالین آمد / گفت برخیز که آن خسرو شیرین آمد»؛ ۶. نگاره شبان و گله با رقم فرخ چلا و تصویری از بیت «شبان وادی ایمن گهی رسد به مراد / که چند سال به جان خدمت شعیب کند»؛ ۷. نگارهٔ گرمابه و تصویری از بیت «اگر رفیق شفیقی درست پیمان باش / حریف خانه و گرمابه و گلستان باش»؛ ۸. نگارهٔ میکده با رقم نارسینگ و تصویری از بیت «هرگز به یمن عاطفت پیر می فروش / ساغر تهی نشد ز می صاف روشنم»؛ ۹. نگارهٔ کشتی شکسته و تصویری از بیت «آسمان کشتی ارباب هنر می‌شکند / تکیه آن به که بر این بحر معلق نکنیم»؛ ۱۰. نگارهٔ سرای مغان با رقم فرخ بیگ و تصویری از بیت «در سرای مغان رفته بود و آب زده / نشسته پیر و صلایی به شیخ و شاب زده»؛ ۱۱. نگارهٔ کارزار با رقم چیتر و تصویری از بیت «به خوبان دل مده حافظ ببین آن بی‌وفایی‌ها / که با خوارزمیان کردند ترکان سمرقندی» |
| حدود سال ۱۰۱۴ ه‍.ق/۱۶۰۵ م                                                    |                     | نسخهٔ کتابخانهٔ بریتانیا (مجموعه‌های کتاب‌های ایندیا آفیس و شرقی) | حاشیه‌های این اثر تشعیر و تصویر است و پیش‌تر نیز در مجموعهٔ بوت بوده‌است. |
| محرم ۱۰۱۶ ه‍.ق/آوریل ۱۶۰۷                                                    | محمدمومن‌بن کمال     | نسخهٔ کتابخانهٔ سالار جنگ (شمارهٔ ۱۴۸۰)                          | این اثر با ویژگی‌های مکتب شیراز است و ۸ نگاره دارد. |
| حدود سال ۱۰۱۹ ه‍.ق/۱۶۱۰ م                                                    |                     | نسخهٔ کتابخانهٔ بریتانیا (شمارهٔ ۷۵۷۳)                           | این اثر ۸ نگاره دارد که در ۳ نگارهٔ آن جهانگیر در حال بازی با فرشتگان، خرم و پسرانش (میرزا ابوالحسن، خرم و پرویز) مصور شده‌اند. |
| ربیع‌الاول ۱۰۶۳ / ژانویهٔ ۱۶۵۳                                               | عبدالرزاق           | نسخهٔ مجموعهٔ خلیلی (شمارهٔ ۹۱۳)                                 | این اثر با ۵ نگاره و برای میروفا خواجه در کشمیر کتابت شده‌است. |
| سدهٔ ۱۲ ه‍.ق/۱۸ م                                                             |                     | نسخهٔ کتابخانهٔ بریتانیا (شمارهٔ ۷۷۶۳)                           | این اثر با ۱۱۲ نگاره در کشمیر کتابت شده‌است. |
| سدهٔ ۱۲ ه‍.ق/۱۸ م                                                             |                     | نسخهٔ کتابخانهٔ بریتانیا (شمارهٔ ۷۰۳۴)                           | این اثر با ۳۵ نگاره در کشمیر کتابت شده‌است. |
| ۱۲۳۸ ه‍.ق/۱۸۲۲ م                                                             |                     | نسخهٔ کتابخانهٔ بریتانیا (شمارهٔ ۷۰۳۲)                           | این اثر با ۱ تصویر کتابت شده‌است. |
| سدهٔ ۱۳ ه‍.ق/۱۹ م                                                             |                     | نسخهٔ کتابخانهٔ بریتانیا (شمارهٔ ۷۷۶۴)                           | این اثر با ۱۷ نگاره در کشمیر کتابت شده‌است. |
|                                                                            | مادهور              | نسخهٔ کتابخانهٔ بریتانیا                                        | این اثر ۱۹ نگاره دارد که یکی از نگاره‌ها رقم مادهور دارد. |
|                                                                            |                     | نسخهٔ کتابخانهٔ سالار جنگ (شمارهٔ ۱۴۶۷)                          | این اثر دارای ۷ نگاره است. |

### قطعات
تعدادِ بی‌شماری از قطعات به‌صورت تک‌برگ یا مُرَقَّع در کتابخانه‌ها، موزه‌ها و مجموعه‌های هنریِ ایران و جهان نگهداری می‌شود که بر آن‌ها، غزل یا ابیاتی از حافظ به‌قلمِ خوشنویسانِ نامدار و ناشناس وجود دارد؛ اما شمارِ زیادی از آن‌ها معرفی و شناسایی نشده‌اند و برآوردِ تعدادشان امکان‌پذیر نیست. در میان نُسَخِ شناسایی‌شده نیز، از نامِ شاعرانی که اشعارشان موضوع قطعه‌ها بوده، کمتر یاد شده است. در اینجا تنها به معرفی قطعاتِ خطِّ موجود در ۵ مرقّعِ مشهور پرداخته شده است.
| فهرستِ قطعات و آثارِ خوش‌نویسی دربارهٔ دیوانِ حافظ |                                       | |
| تاریخ | کاتب و مذهّب                           | توضیحات |
| مرقع‌های یعقوب‌بیک آق‌قویونلو (شماره‌های ۲۱۵۳ و ۲۱۶۰): به‌سال ۸۸۳–۸۹۶ ه‍.ق/۱۴۷۸–۱۴۹۰ م؛ نگه‌داری‌شده در کتابخانهٔ توپکاپی‌سرای استانبول؛ قطعات این مرقع به دست خوشنویسان سده‌های نهم و دهم ه‍.ق نوشته شده که بسیاری از آن‌ها از نخستین نستعلیق‌نویسان به‌شمار می‌آیند. مرقع H2153 دارای ۶۳۶ قطعه است که ۱۰۹ قطعهٔ آن از اشعار حافظ است. مرقع H2160 نیز ۷۶۳ قطعه دارد که ۹۲ قطعهٔ آن از اشعار حافظ است و این دو مرقع مجموعاً دارای ۱۳۹۹ قطعه است. برخی از قطعات دیگرِ این مرقع در سال‌های ۸۵۵ و ۸۸۶ ه‍.ق در بغداد نوشته شده‌است و چند قطعه از خوشنویسانِ کمتر شناخته‌شدهٔ دیگر مانند «محمد» وجود دارد که امکان شناسایی و تفکیکِ او از دیگر خوشنویسانی که محمد نام داشتند امکان‌پذیر نیست. همین‌طور قطعاتی با رقم خوشنویسانِ گمنامی همچون حاجی درویش سلطانی، شهسوار و شرف‌الدین حسین سلطانی و نیز ۵۸ قطعهٔ بدون رقم از اشعار حافظ در این دو مرقع دیده می‌شود. |                                       | |
| نیمهٔ نخست سدهٔ ۹ ه‍.ق | جعفر بایسنقری                         | در مرقع H2153 دو قطعه از بایسنقری آمده که شامل بیت‌هایی از غزل‌های «روی تو کس ندید و هزارت رقیب هست / در غنچه‌ای هنوز و صدت عندلیب هست» و «ساقی بیا که یار ز رخ پرده برگرفت / کار چراغ خلوتیان باز درگرفت» است. در مرقع H2160 نیز سه قطعه شامل بیت‌هایی از غزل‌های «حسن تو همیشه در فزون باد. رویت همه ساله لاله گون باد» و «جز آستان توام در جهان پناهی نیست / سر مرا به جز این در حواله گاهی نیست» و «لبش می‌بوسم و در می‌کشم می / به آب زندگانی برده‌ام پی» با رقم جعفر حافظ است. |
| نیمهٔ نخست سدهٔ ۹ ه‍.ق | شمس‌الدین محمد بایسنقری                | در مرقع H2153 یک قطعه با بیت‌هایی از غزل «یا رب این شمع دل افروز ز کاشانه کیست / جان ما سوخت بپرسید که جانانه کیست» وجود دارد که در هرات نوشته شده‌است. |
| سدهٔ ۹ ه‍.ق | شیخ محمود پیر بوداقی                  | در مرقع H2153 چهارده قطعه از بوداقی آمده که کهن‌ترین قطعه، ابیاتی از غزل «بَرید باد صبا دوشم آگهی آورد» دارد که در سال ۸۶۳ ه‍.ق/۱۴۵۹ م در جنت‌آباد شیراز نوشته شده است. بوداقی همین‌طور در این مرقع قطعه‌ای با بیت‌هایی از غزل «بود آیا که در میکده‌ها بگشایند / گره از کار فروبسته ما بگشایند» متعلق به سال ۸۷۱ ه‍.ق/۱۴۶۷ م، نوشته شده در ساوه و قطعه‌ای با بیت‌هایی از غزل «بیا که قصر امل سخت سست بنیادست / بیار باده که بنیاد عمر بر بادست»، نوشته شده در همدان دارد. در مرقع H2160 نیز سه قطعه دارد که یکی از آن‌ها بیت‌هایی از غزل «ای در رخ تو پیدا انوار پادشاهی / در فکرت تو پنهان صد حکمت الهی» متعلق به سال ۸۷۰ ه‍.ق و نوشته شده در ساوه دارد. |
| سدهٔ ۹ و ۱۰ ه‍.ق | عبدالرحیم خوارزمی                     | مجموعاً ۳۲ قطعه که ۳۰ قطعهٔ آن در مرقع H2153 وجود دارد و شامل بیت‌هایی از غزل «تنت به ناز طبیبان نیازمند مباد / وجود نازکت آزرده گزند مباد» و بیت‌هایی از غزل «سر ارادت ما و آستان حضرت دوست / که هر چه بر سر ما می‌رود ارادت اوست» و رباعی « گفتی که تو را شوم مدار اندیشه» است. دو قطعهٔ دیگر نیز در مرقع H2160 وجود دارد که شامل بیت‌هایی از غزل «خوشا دلی که مدام از پی نظر نرود / به هر درش که بخوانند بی‌خبر نرود» و بیت‌هایی از غزل «منم که گوشه میخانه خانقاه من است / دعای پیر مغان ورد صبحگاه من است» است. |
| اواخر سدهٔ ۹ ه‍.ق | عبداکریم بن عبدالرحمان خوارزمی یعقوبی | در مرقع H2153 نوزده قطعه از او وجود دارد که شامل بیت‌هایی از غزل «مدامم مست می‌دارد نسیم جعد گیسویت / خرابم می‌کند هر دم فریب چشم جادویت» و بیت‌هایی از غزل «خدا چو صورت ابروی دلگشای تو بست / گشاد کار من اندر کرشمه‌های تو بست» است. همین‌طور در موقع H2160 نیز چهار قطعه شامل بیت‌هایی از غزل «غلام همت آنم که زیر چرخ کبود / ز هر چه رنگ تعلق پذیرد آزادست» و بیت‌هایی از غزل «نفس برآمد و کام از تو بر نمی‌آید / فغان که بخت من از خواب در نمی‌آید» وجود دارد. |
| اواخر سدهٔ ۹ ه‍.ق | فخرالدین احمد                         | در مرقع H2160 هشت قطعه از او وجود دارد که شامل بیت‌هایی از غزل «کنون که می‌دمد از بوستان نسیم بهشت / من و شراب فرح بخش و یار حورسرشت» است که در سال ۸۷۱ ه‍.ق در ساوه نوشته شده است. |
| اواخر سدهٔ ۹ و اوایل سدهٔ ۱۰ ه‍.ق | سلطان‌علی قائنی                        | در مرقع H2153 پانزده قطعه و در مرقع H2160 دو قطعه از جمله بیت‌هایی از غزل «بیا که رایت منصور پادشاه رسید / نوید فتح و بشارت به مهر و ماه رسید» از او وجود دارد که در سال ۸۸۲ ه‍.ق/۱۴۷۷ م در تبریز نوشته شده است. |
| سدهٔ ۹ و ۱۰ ه‍.ق | شیخ محمد                              | ۳ قطعه در مرقع H2153 از جمله بیت‌هایی از غزل «بیا که رایت منصور پادشاه رسید / نوید فتح و بشارت به مهر و ماه رسید» و ۱۰ قطعه در مرقع H۲۱۰۶ از جمله بیت‌هایی از غزل «ای خرم از فروغ رخت لاله زار عمر / بازآ که ریخت بی گل رویت بهار عمر» و مجموعاً ۱۳ قطعه از او وجود دارد. |
| مرقع بهرام میرزا (H2154): به‌سال ۹۵۱ ه‍.ق/۱۵۴۴ م؛ نگه‌داری‌شده در کتابخانهٔ توپکاپی‌سرای استانبول؛ تهیه‌شده توسط دوست‌محمد کواشانی هروی؛ این مرقع به‌دستور شاهزاده بهرام میرزا صفوی تهیه و تنظیم شده است و دست‌کم ۲۸ قطعه از سروده‌های حافظ که به‌دست خوشنویسان سدهٔ ۹ و ۱۰ ه‍.ق نوشته شده، در این قطعه جای دارد. در این مرقع قطعاتی از خوشنویسانی چون میرعلی هروی و شیخ محمد و نیز خطاطان کمتر شناخته‌شده‌ای مانند هاشم (با اثر دیگری در این مرقع در تاریخ ۹۴۲ ه‍.ق)، میر سید و شیخ عبدالله (سدهٔ ۹ و ۱۰ ه‍.ق) به‌چشم می‌خورد و تعدادی اثر بدون رقم هم وجود دارد. |                                       | |
| سدهٔ ۹ و ۱۰ ه‍.ق | سلطان علی مشهدی                       | یک قطعه شامل بیت‌هایی از غزل «دل می‌رود ز دستم صاحب دلان خدا را / دردا که راز پنهان خواهد شد آشکارا» و «جوزا سحر نهاد حمایل برابرم / یعنی غلام شاهم و سوگند می‌خورم» |
| سدهٔ ۹ و ۱۰ ه‍.ق | سلطان محمد نور                        | قطعه‌هایی از غزل‌های « ساقی بیار آبی از چشمه خرابات / تا خرقه‌ها بشوییم از عجب خانقاهی» و «خط عذار یار که بگرفت ماه از او / خوش حلقه‌ایست لیک به در نیست راه از او» |
| سدهٔ ۱۰ ه‍.ق | شاه محمود نیشابوری                    | قطعه‌ای با غزل «سحرم هاتف میخانه به دولت‌خواهی / گفت بازآی که دیرینه این درگاهی» |
| سدهٔ ۱۰ ه‍.ق | عبدی نیشابوری                         | قطعه‌هایی از غزل «ز کوی یار می‌آید نسیم باد نوروزی / از این باد ار مدد خواهی چراغ دل برافروزی» |
| نیمهٔ نخست سدهٔ ۱۰ ه‍.ق | سلطان محمد خندان                      | قطعه‌ای با بیت‌هایی از غزل «دوش در حلقه ما قصه گیسوی تو بود / تا دل شب سخن از سلسله موی تو بود» |
| سدهٔ ۱۰ ه‍.ق | نورالدین پورانی                       | قطعه‌ای با بیت‌هایی از غزل «صنما با غم عشق تو چه تدبیر کنم / تا به کی در غم تو ناله شبگیر کنم» |
| مرقع گلشن: متعلق به زمان جهانگیر شاه گورکانی (۱۰۱۴–۱۰۳۷ ه‍.ق/۱۶۰۵–۱۶۲۷ م)؛ نگه‌داری‌شده در کتابخانهٔ کاخ گلستان؛ تهیه‌شده توسط نامور میرعلی هروی؛ بیشترین قطعات خط این مرقع را میرعلی هروی خوشنویسی کرده‌است که بعضی از آنها بیت‌هایی از حافظ است. میرعلی هروی چهار قطعه شامل بیت‌هایی از غزل «ای قبای پادشاهی راست بر بالای تو / زینت تاج و نگین از گوهر والای تو» و «بیا که رایت منصور پادشاه رسید / نوید فتح و بشارت به مهر و ماه رسید» (۹۵۱ ه‍.ق)، غزل «بشنو این نکته که خود را ز غم آزاده کنی / خون خوری گر طلب روزی ننهاده کنی» و نیز بیت‌هایی از غزل «بود آیا که در میکده‌ها بگشایند / گره از کار فروبسته ما بگشایند» (۹۴۸ ه‍.ق)، سه قطعهٔ بدون رقم شامل بیت‌هایی از غزل «دوش می‌آمد و رخساره برافروخته بود / تا کجا باز دل غمزده‌ای سوخته بود» و قطعه‌ای با ۶ بیت از دو غزل «با مدعی مگویید اسرار عشق و مستی / تا بی‌خبر بمیرد در درد خودپرستی» و «ای دل مباش یک دم خالی ز عشق و مستی / وان گه برو که رستی از نیستی و هستی» کتابت کرده است. علاوه بر میرعلی هروی، بیت‌هایی از حافظ به قلم سلطان علی مشهدی نیز در این مرقع وجود دارد که شامل ۲ قطعهٔ تلفیق شده با ۳ بیت از ۳ غزل متفاوت در یک رقعه و بیت «دیده نادیده به اقبال تو ایمان آورد / مرحبا ای به چنین لطف خدا ارزانی» و بیت «بود که یار نرنجد ز ما به خلق کریم / که از سؤال ملولیم و از جواب خجل» و «حافظ اندیشه کن از نازکی خاطر یار / برو از درگهش این ناله و فریاد ببر» (به‌جای «خاطر یار»، «طبع وزیر آمده») و همینطور بیت‌هایی از غزل «بیا که قصر امل سخت سست بنیادست / بیار باده که بنیاد عمر بر بادست» است. |                                       | |
| مرقع سن‌پترزبورگ: به‌سال ۱۰۳۷–۱۰۶۸ ه‍.ق؛ نگه‌داری‌شده در سن پترزبورگ، انجمن مطالعات شرقی آکادمی علوم روسیه؛ تهیه‌شده توسط میرعماد حسنی؛ این مرقع که در زمان شاه جهان گورکانی (۱۰۳۷–۱۰۶۸ ه‍.ق) جمع‌آوری و تنظیم شده‌است، دارای دست کم ۹ قطعه از سروده‌های حافظ با رقم «میرعماد الحسنی» است: بیت «صلاح مملکت و ملک خسروا[ن] دانند / گدای گوشه‌نشینی تو حافظا خموش»؛ دو قطعه شامل ۴ بیت از غزل «بود آیا که در میکده‌ها بگشایند / گره از کار فروبسته ما بگشایند» و دو بیت از همان غزل در رقعه‌ای دیگر؛ دو بیت از غزل «دلا بسوز که سوز تو کارها بکند / نیاز نیم شبی دفع صد بلا بکند»؛ ۳ بیت از غزل «بیا که قصر امل سخت سست بنیادست / بیار باده که بنیاد عمر بر بادست» و دو بیت از غزل «پیرانه سرم عشق جوانی به سر افتاد / وان راز که در دل بنهفتم به درافتاد». بررسی مرقع‌ها حاکی از آن است که تقریباً ۱۴۰ غزل گوناگون از حافظ را خوشنویسان بر قطعات مختلف نوشته‌اند و از این میان غزل‌های «بود آیا که در میکده‌ها بگشایند / گره از کار فروبسته ما بگشایند» و «بیا که قصر امل سخت سست بنیادست / بیار باده که بنیاد عمر بر بادست» بیش‌تر از سایر غزل‌ها نوشته شده‌است. نه تنها غزلیات حافظ، بلکه حتی ابیاتی از قصیده‌های او و رباعیاتش نیز در میان قطعه‌های خوش‌نویسی شده دیده می‌شود. |                                       | |

| خوشنویسی‌های دیوانِ حافظ                                     |                                   |                                                                                          | |
| تاریخ                                                      | کاتب و مذهّب                       | نسخه                                                                                     | توضیحات |
| ۱۲۴۳ ه‍.ق و در کلکته                                         | خطاط ناشناخته                     | دیوانِ حافظ                                                                               | متن این اثر ۳۲۰ صفحه‌ای از محمد گل‌اندام است و توسط بدرعلی عظیم‌آبادی تصحیح شده‌است. |
| ۱۳۲۰ ه.ش                                                   | حسن زرین خط                       |                                                                                          | این اثر به اهتمام محمد قزوینی و قاسم غنی تصحیح شده و توسط وزارت فرهنگ و معارف در چاپخانهٔ مجلس چاپ شده‌است. |
|                                                            | محمدجواد شریفی                    | دیوانِ حافظ (نسخهٔ قزوینی و غنی)                                                           | این اثر به خط نستعلیق خوشنویسی شده اما خوشنویسی آن با این‌که مطبوع است، اما چندان قوی نیست. |
| ۱۳۵۵ توسط انتشارات زوار                                    | حسن زرین خط                       | دیوانِ حافظ (نسخهٔ قزوینی و غنی)                                                           | با اینکه زرین خط از اساتید خوشنویسی بوده و کارش در این اثر کمابیش اسلوب‌مند و نیرومند است، اما از نظر هنری این اثر تراز اول نیست. |
| فروردین‌ماه سال ۱۳۶۲ توسط انتشارات پدیده                    | سیف‌الله یزدانی                    | دیوانِ حافظ (نسخهٔ قزوینی و غنی)                                                           | این اثر نستعلیق با مقدمهٔ خود سیف‌الله یزدانی چاپ شده و از معدود نسخ ممتاز خوشنویسی‌شدهٔ دیوان است که از نظر مفردات و ترکیب، دلنشین و یک‌دست نوشته شده‌است. |
| ۱۳۶۲ توسط انتشارات انجمن خوشنویسان ایران (چاپ اول)         | کیخسرو خروش                       | دیوانِ حافظ                                                                               | این اثر چاپ‌شده به قطع وزیری، از جمله خوشنویسی‌های ممتاز دیوانِ حافظ شمرده می‌شود و تنها اشکالی که دارد، صاف نبودن حروف و کلمات است که احتمالاً به دلیل صاف نبودن کاغذ یا قلم است. |
| ۱۳۶۷                                                       | مرتضی عبدالرسولی                  | نسخهٔ یونسکو                                                                              | این نسخه که با تصحیح علی عبدالرسولی است، از نظر کتاب‌آرایی ممتاز است. |
| ۱۳۶۷ (چاپ اول)                                             | محمدعلی سبزه‌کار                   | دیوانِ خواجهٔ شیراز حافظ                                                                   | این اثر که به مقدمه و تصحیح محمد محیط طباطبایی و تذهیب و تشعیر آیدین آغداشلو است، به جهت کهن بودن و کتابت استادانه و تصحیح و کتاب‌آرایی بی‌سابقه‌اش جزو بهترین دیوان‌های خطاطی‌شدهٔ دوران جدید است. ناشر این کتاب نیز سیدعبدالله موسوی دیزکوهی است. |
| چاپ دوم در سال ۱۳۶۸ توسط انتشارات انجمن خوشنویسان ایران    | غلامحسین امیرخانی                 | دیوانِ حافظ خط نستعلیق                                                                    | این نسخه که توسط محمدباقر آقامیری تذهیب و حسین الهی قمشه‌ای تصحیح شده است، از معدود نسخ برجستهٔ خوش‌نویسی‌شدهٔ دیوان در عصر جدید است. خط امیرخانی در نوشتن دیوان زیباست و از نظر مفردات و ترکیبات هم دل‌نشین است. در این نسخه صفای ضمیر خوشنویس را می‌توان احساس کرد. علاوه بر دقت امیرخانی در تحریر مفردات، شیوهٔ او در ترکیب هم زیباست و گاهی مفردات را فدای ترکیب کرده که البته این موضوع در خوشنویسی‌های دیگر دیوانِ حافظ هم کم و بیش مشاهده می‌شود، مانند پرتاب کردن قلم در برخی جاها یا کوچک نوشتن الف یا هر نویسهٔ دیگر. حتی در برخی موارد خستگی یا بی‌حوصلگی خوشنویس نیز احساس می‌شود. بااین‌حال این اثر نیز مانند همهٔ کارهای قلمی امیرخانی، دلنشین و ماندگار است. این اثر ۵۳۶ صفحه‌ای در قطع وزیری و جلد سخت، گالینگور همراه با قاب کشویی و کاغذ گلاسه چاپ شده است. |
| چاپ دوم در سال ۱۳۶۹ توسط انتشارات نگار                     | منسوب به میرعماد حسنی سیفی قزوینی | حافظ منسوب به میرعماد                                                                    | دارندهٔ اصل این اثر عبدالعلی ادیب برومند است که خود تصحیح و مقدمهٔ کتاب را انجام داده‌است. خوشنویسی مقدمه و اشعار برگزیده را جلیل رسولی، طرح‌های حاشیه نقاشی‌ها و اشعار را علیجان علیجانپور و فرشچیان و ۹ تن دیگر نیز نقاشی‌ها و مینیاتورهای ۲۰ تابلوی کتاب را انجام داده‌اند. در انتهای کتاب به تمام شدن آن در «اواسط شهر شعبان‌المعظم سنهٔ ۱۰۰۹ ...» اشاره شده و اثری از ادامهٔ جملهٔ چهارخطی که در صفحهٔ بعد آمده بوده، نیست و به همین دلیل سخن ناقص مانده و معلوم نیست که خوشنویس این دیوان چه کسی بوده است. ناشر در پایان این کتاب شش دست‌نوشته از شش خبره و صاحب‌نظر که گواهی کرده‌اند خوشنویسی این نسخه را میرعماد انجام داده، آورده است: ۱. سنگلاخ (۱۲۹۲ ه‍.ق) ۲. وقاربن وصال ۳. داوری بن وصال ۴. محمدحسین لَلِه (ذیقعده ۱۲۹۷ ۵. جلال‌الدین شاهرخ (۱۲۹۲ ه‍.ق) و ۶. شخص دیگری، خط جلال‌الدین را گواهی کرده که فرزند شاهرخ میرزا فرزند حسینعلی میرزا است (فرزند مبرز و معروف فتحعلی‌شاه)؛ با این حال مشخصات مهر زیر نوشته پاک شده و معلوم نیست که معرفی‌کنندهٔ گواه ششم کیست و چرا به قول ناشر، نوشتهٔ مُهر «سِتُرده شده» است. چند نکته در این گواهی‌ها حائز اهمیت است: خط اول نوشتهٔ داوری بن وصال پاک شده به گمان ناشر به دلیل «آب بردگی» است. معلوم نیست که قبل از عبارت «... غیر مُبرهن است...» چه‌چیزی نوشته بوده است. وقار بن وصال «استنباط» کرده که خط این کتاب خط میرعماد است و از احتمال وجود «اختلاف» با خطوط قطعه‌نویسی میرعماد صحبت کرده و پس از توجیهاتش، نهایتاً «تصدیق» دیگران از جمله برادر خود خاصه داوری احاله داده‌است. این درحالی است که سطر نخست این دست‌نوشته از بین رفته‌است و به قول ناشر دچار «آب بردگی» شده است. اما اگر این نسخه از میرعماد باشد، می‌توان به ضعیف‌تر بودن آن نسبت به خطوط قطعه و چلیپا و خطوط دیگر میر اشاره کرد. نکتهٔ دیگر در مورد خط میرعماد، مشخصاتی از خط اوست که جواد بختیاری، نقاش و پژوهشگر هنر و خوشنویس، اعلام کرده است. بختیاری در سال ۱۳۶۵ در فصلنامهٔ هنر نوشته بود که با توجه به بررسی‌هایی که انجام داده، زاویهٔ قلم میرعماد برروی کاغذ ۶۳/۵ درجه بوده و این درجه در همهٔ حروف جاری و ساری بوده است. بر همین اساس بختیاری به خوشنویسان پیشنهاد کرده که همین زاویه را در خوشنویسی خود رعایت کنند. اما چنین زاویه‌ای در این نسخه به دلیل ریز بودن خط، امکان‌پذیر نیست. این اثر در ۵۱۲ صفحه و با قطع وزیری و جلد سخت، گالینگور + کاور مزین به نقاشی و کاغذ گلاسه چاپ شده‌است. |
| ۱۳۷۸ (در سال ۱۳۸۰ توسط انتشارات زرین و سیمین تجدید چاپ شد) | عباس اخوین                        | دیوانِ حافظ (بر مبنای نسخهٔ قزوینی و غنی)                                                  | این اثر با مقدمهٔ عطاءالله مهاجرانی شروع می‌شود و شامل ترجمهٔ ۴۳ غزل به انگلیسی با ترجمهٔ گرترود بل است و کریم امامی نیز بر ترجمهٔ بخش انگلیسی نظارت داشته است. این اثر به دلیل شیوه و سبک اخوین، از معدود نسخه‌های برجسته و ممتاز خوشنویسی است و شیرینی و نرمی خط او در این اثر مانند سایر آثارش، موج می‌زند و در هیچ جای اثر کم‌کاری و شتابزدگی دیده نمی‌شود. |
| ۱۳۸۷ توسط انتشارات فرهنگ و ارشاد اسلامی                    | کیخسرو خروش (دومین کتابت)         | دیوانِ حافظ (نسخهٔ قزوینی و غنی)                                                           | خط خروش در این نسخه از معدود نسخ خوشنویسی است که دارای استواری استادانه‌ای است. اندکی ناصافی هم پیرامون حروف وجود دارد که احتمالاً به دلیل ناصافی کاغذ یا قلم است زیرا خوشنویسی روی کاغذ تحریر به راحتی خوشنویسی بر روی کاغذ گلاسه نیست. این اثر که در قطع نصف جیبی چاپ شده‌است، تا سال ۱۳۸۷ به چاپ هفتم رسید. |
|                                                            | علی منظوری                        | دیوانِ خواجه شمس‌الدین محمد حافظ شیرازی، با استفاده از نسخهٔ فروغی و قزوینی و غنی           | این نسخه توسط انتشارات اقبال به چاپ رسیده‌است. |
| ۱۳۸۹ توسط انتشارات نگار                                    | محمد احصایی                       | دیوانِ حافظ                                                                               | این نسخه بر منبای نسخهٔ خطی ۸۲۷ ه‍.ق، معروف به نسخهٔ خلخالی، به مقدمه و تصحیح بهاءالدین خرمشاهی در ۵۶۸ صفحه (۲۰ صفحه پیشگفتار و مقدمهٔ فارسی صفحه به‌اضافهٔ ۱۶ صفحه مقدمهٔ خرمشاهی به انگلیسی و ۵۳۲ صفحه خود دیوان) چاپ شده‌است. خط احصایی که در خوشنویسی سبک و سیاق منحصر به فرد خاص خودش را دارد، در این نسخهٔ دیوانِ حافظ هم شاخص است و به همین سبب این اثر یکی از برجسته‌ترین نسخه‌های خوشنویسی شدهٔ دیوانِ حافظ است. خط احصایی از نظر مفردات، جزو خط‌های «بزرگ» محسوب می‌شد. برای مثال اگر دهانهٔ حرف «ن» با هر قلم، سه نقطه باشد، با قلم احصایی بیشتر از سه نقطه و حدود سه‌ونیم نقطه است. |
| ۱۳۸۹ توسط انتشارات خانهٔ فرهنگ و هنر گویا                   | کاوه اخوین                        | دیوانِ حافظ (بر مبنای نسخهٔ قزوینی و غنی)                                                  | این اثر یکی از آثار مطرح در دنیای انتشارات است که با مقدمه و تصحیح حسین الهی قمشه‌ای و با سرآغاز مدیر کل یونسکو و ترجمهٔ انگلیسی غزلیات از جان آرتور آربری با مینیاتورهای محمود فرشچیان به چاپ رسیده‌است. |
| ۱۳۹۱ توسط انتشارات سروش                                    | محمدعلی گرجستانی                  | یکی دیگر از نسخه‌های مطبوع دیوانِ حافظ (بر مبانی نسخهٔ قزوینی و غنی)                        | این اثر نستعلیق، با مقدمهٔ کامل احمدنژاد به‌صورت دورنگ چاپ شده‌است. |
|                                                            | یدالله کابلی                      | دیوانِ حافظ (بر مبنای نسخهٔ قزوینی و غنی)                                                  | این اثر نستعلیق شکسته به مقدمهٔ اصغر دادبه توسط خانهٔ فرهنگ و هنر گویا به چاپ رسیده‌است. این انتشارات نسخه‌های زیادی از دیوانِ حافظ را با نقاشی‌ها و تذهیب‌ها و نگارگری‌ها و مینیاتورهای زیبا و با خط خوشنویسان متعددی چاپ کرده‌است. منحصر به فرد بودن این نسخه از جهت زیبایی و کمال شکسته‌نویسی آن است. در تاریخ شکسته‌نویسی، خط کابلی نرم‌ترین، تکامل‌یافته‌ترین و دل‌نشین‌ترین خط است و این ویژگی در این نسخهٔ دیوان هم نمود دارد. |
| ۱۳۹۱ توسط انتشارات آتُلیهٔ هنر                               | محمد سلحشور                       | دیوانِ حافظ کامل لسان الغیب، خواجه شمس‌الدین محمد حافظ شیرازی (بر مبنای نسخهٔ قزوینی و غنی) | این اثر در قطع جیبی منتشر شده‌است. |
|                                                            | سیف‌الله یزدانی و آرش متین‌نژاد     | دیوانِ حافظ                                                                               | این اثر به کوشش محسن رمضانی و توسط انتشارات پدیده چاپ شده‌است. نسخه‌ای دیگر از این خوشنویس در قطع نصف جیبی توسط همان ناشر در سال ۱۳۶۲ منتشر شد که در هر صفحه یک غزل داشت. این نسخه دقیقاً ۴۰۰ غزل دارد. خط یزدانی سبک و سیاق خاص خود را دارد و از جمله خطوط استادانه و دلنشین است. |

| فهرستِ دیگر گونه‌های کتابتِ دیوانِ حافظ |                         |                                              | |
| تاریخ                               | کاتب و مذهّب             | نسخه                                         | توضیحات |
|                                     | میرعماد حسنی            | دو قطعهٔ سیاه‌مشق نستعلیق                      | «صبح است ساقیا قدحی پرشراب کن / دور فلک درنگ ندارد شتاب کن» و «ترسم که صرفه‌ای نبرد روز بازخواست / نان حلال شیخ ز آب حرام ما» |
| شوال ۱۱۸۲ ه‍.ق/فوریهٔ ۱۷۶۹ م           | درویش عبدالمجید طالقانی | تهران، مجموعهٔ خصوصی                          | «قطعه به قلم شکسته»، «به سر جام جم آن گه نظر توانی کرد / که خاک میکده کحل بصر توانی کرد»                                     |
| ۱۲۶۰ ه‍.ق                             | میرحسین خوشنویس‌باشی     | تهران، مجموعهٔ خصوصی                          | قطعهٔ سیاه‌مشق، بخشی از مصراع «رسید مژده که آمد بهار و سبزه دمید / وظیفه گر برسد مصرفش گل است و نبید»                          |
|                                     | غلامرضا اصفهانی         | لندن، مجموعهٔ خلیلی                           | قطعهٔ سیاه‌مشق، بیت‌هایی از غزل «ما نگوییم بد و میل به ناحق نکنیم / جامه کس سیه و دلق خود ازرق نکنیم»                           |
|                                     | عبدالصمد الله‌باشی       | قطعه‌های کاغذبری شده                          | پیشتر در ایوان آرامگاه حافظ نصب بود                                                                                          |
|                                     | محمدحسین شیرازی         |                                              | قطعهٔ سیاه‌مشق، «صبح است ساقیا قدحی پرشراب کن / دور فلک درنگ ندارد شتاب کن»                                                    |
|                                     |                         | «قطعه نستعلیق گلزار» موزهٔ هنرهای تزئینی سابق | |

## اشیاء و آثار فلزی
بسیاری از اشعارِ حافظ به‌صورت آرایه یا کتیبه بر روی آثارِ فلزی نقش بسته‌است. این ابیات نقشِ چشم‌گیری در تزیینِ ظرف‌های فلزی مانند پیاله، کاسه، جام، پارچ و همین‌طور اشیایی مانند خنجر و قلمدان دارد. اغلب اشعار روی اشیاء با کاربردِ شیء نیز هم‌خوانی دارد اما در مواردی هم اینگونه نیست. مانند شمعدانِ برنجی در موزهٔ ویکتوریا و آلبرت لندن و خنجر فولادیِ موزهٔ هنرهای تزئینی سابق تهران که بر روی آن‌ها، بیت اولِ غزلِ «الا یا ایّها السّاقی ادر کأسا و ناولها / که عشق آسان نمود اول ولی افتاد مشکل‌ها» نقش بسته‌است و ارتباطی با کارکرد شیء نیز ندارد.
در بعضی موارد، یک یا دو غزل به‌طور کامل بر روی اثر فلزیْ کنده‌کاری شده‌است. از نمونه‌های معروف آن می‌توان به پارچِ مسیِ کنده‌کاری‌شده توسط حبیب‌الله بن علی بهارجانی در سال ۸۶۶ ه‍.ق در خراسان و احتمالاً هرات اشاره کرد که در موزهٔ ویکتوریا و آلبرتِ لندن نگهداری می‌شود و ۱۳ سانتی‌متر ارتفاع و ۱۲/۸ سانتی‌متر قطر دارد. ۴ ردیف کتیبه به خطِ نسخ، حاوی غزلِ «خوشتر ز عیش و صحبت و باغ و بهار چیست / ساقی کجاست گو سبب انتظار چیست» در دو ردیفِ میانی و غزلِ «سحرم دولت بیدار به بالین آمد / گفت برخیز که آن خسرو شیرین آمد» در دو ردیفِ بالایی و پایینی در دورادور این پارچ، کنده‌کاری شده است. مثال خوب دیگر یک بادیه در موزهٔ ارمیتاژ به‌شمارهٔ IR-2173 است که به‌طور ویژه برای امامقلی کیانی ساخته شده است. بر لبهٔ داخلی آن سه بیت اول غزل «صبح است ساقیا قدحی پر شراب کن / دور فلک درنگ ندارد شتاب کن» نقش بسته است، ابیاتی که در بسیاری از ظروف بعدی — از جمله چندین مورد ساخته‌شده برای مشتریان ارمنی احتمالاً در سدهٔ هفدهم میلادی در اصفهان — استفاده شده است. لبهٔ بیرونی بادیهٔ ارمیتاژ اشاراتی به جام جادویی جمشید می‌کند. طومارهای روی بدنهٔ آن، دربردارندهٔ ابیاتی در ستایش شراب‌نوشی است. در جدول زیر به برخی اشیاء که شعر روی آن به کارکرد شیء مرتبط است پرداخته شده‌است.

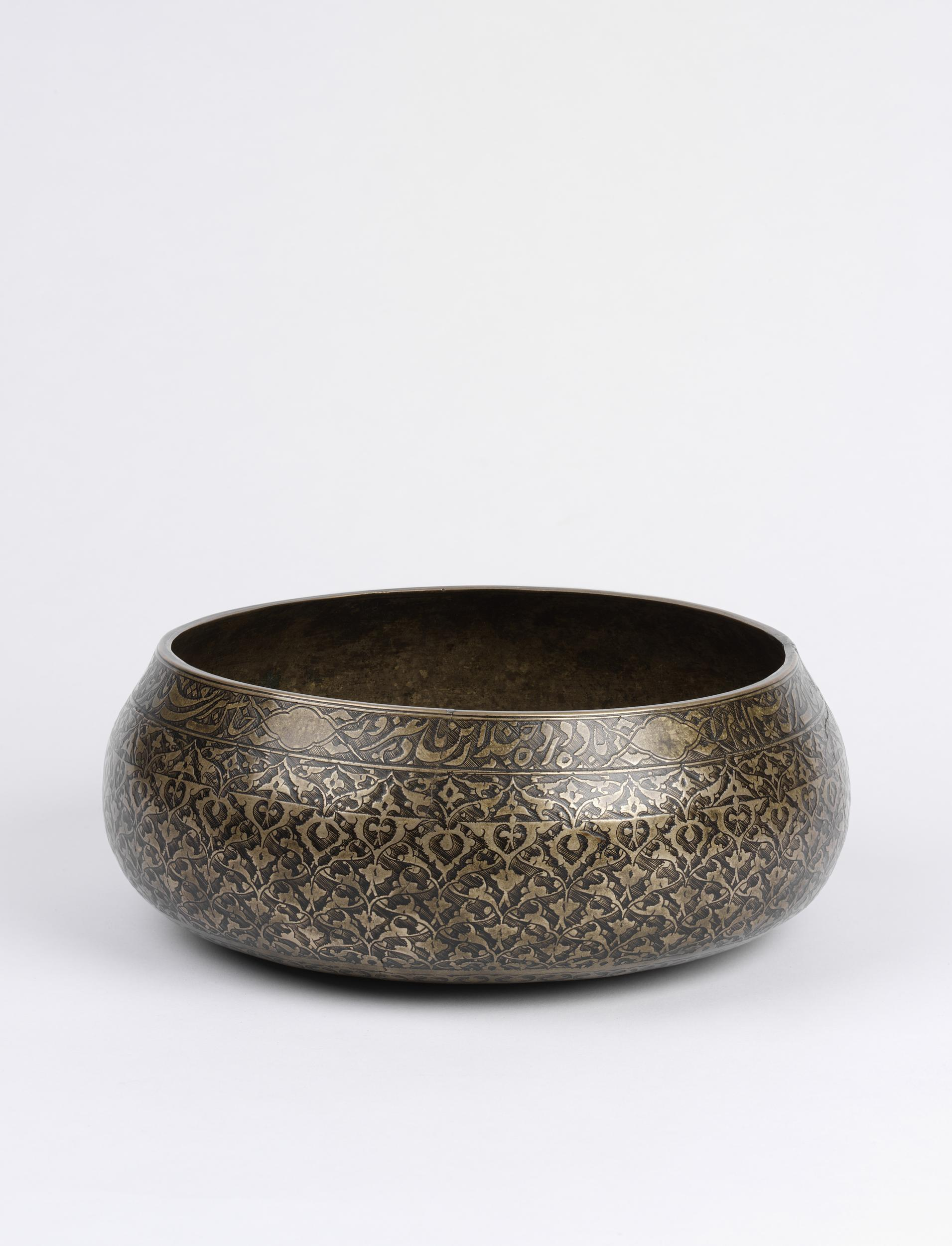
کاسهٔ فلزی با بیت‌هایی از غزل «ساقیا برخیز و درده جام را / خاک بر سر کن غم ایام را» به‌تاریخ ۱۶۰۰-۱۶۵۰ م
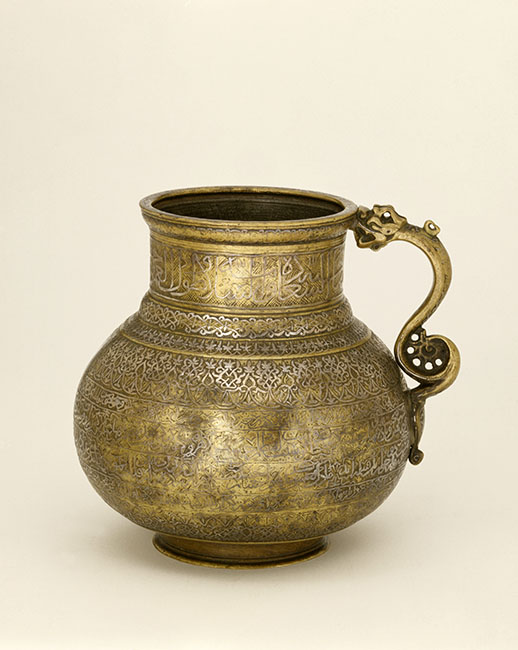
مشربهٔ ساخته‌شده توسط حبیب‌الله بن علی بهارجانی، با بیت‌هایی از غزل‌های «خوشتر ز عیش و صحبت و باغ و بهار چیست / ساقی کجاست گو سبب انتظار چیست» و «سحرم دولت بیدار به بالین آمد / گفت برخیز که آن خسرو شیرین آمد»

| فهرستِ آثارِ فلزی دربارهٔ دیوانِ حافظ |                                 | |                                    |                                                    |
| تاریخ                             | نوع اثر                         | غزل                                                                                                 | محل ساخت                           | مکان نگه‌داری                                       |
| نیمهٔ سدهٔ ۹ ه‍.ق/۱۵ م                | شمعدان برنجی                    | بیت «در وفای عشق تو مشهور خوبانم چو شمع / شب‌نشین کوی سربازان و رندانم چو شمع»                       | خراسان                             | محل نگهداری این شمعدان برنجی مشخص نیست.            |
| نیمهٔ سدهٔ ۹ ه‍.ق/۱۵ م                | قلمدان برنجی فلزی طلا و نقره‌کوب | بیت «از خون دل نوشتم نزدیک دوست نامه / انی رایت دهرا من هجرک القیامه»                               | خراسان                             | موزهٔ متروپولیتن، مجموعهٔ شخصی ادوارد مور در نیویورک |
| سدهٔ ۹–۱۰ ه‍.ق/۱۵–۱۶ م               | جام مسی                         | یک بیت از غزل «آن کس که به دست جام دارد / سلطانی جم مدام دارد»                                      | حکاکی شده در خراسان                | موزهٔ ویکتوریا و آلبرت                              |
| سدهٔ ۱۱ ه‍.ق/۱۷ م                    | جام برنجی                       | بیت‌هایی از غزل «آن کس که به دست جام دارد / سلطانی جم مدام دارد»                                     | حکاکی شده در غرب ایران             | موزهٔ ویکتوریا و آلبرت                              |
| سدهٔ ۱۱ ه‍.ق/۱۷ م                    | جام مفرغی                       | بیت‌هایی از غزل «ساقیا برخیز و درده جام را / خاک بر سر کن غم ایام را»                                | حکاکی شده در احتمالاً اصفهان        | موزهٔ ویکتوریا و آلبرت                              |
| سدهٔ ۱۱ ه‍.ق/۱۷ م                    | جام مفرغی                       | بیت‌هایی از غزل «ساقیا برخیز و درده جام را / خاک بر سر کن غم ایام را»                                | حکاکی شده در احتمالاً اصفهان        | موزهٔ ویکتوریا و آلبرت                              |
| سدهٔ ۱۱ ه‍.ق/۱۷ م                    | جام مسی                         | بیت‌هایی از غزل «ساقیا برخیز و درده جام را / خاک بر سر کن غم ایام را»                                | حکاکی شده در کشمیر یا شمال غرب هند | موزهٔ ویکتوریا و آلبرت                              |
| دورهٔ صفویه                        | شمعدان برنجی                    | سه بیت از غزل «خوش است خلوت اگر یار یار من باشد / نه من بسوزم و او شمع انجمن باشد»                  | متعلق به آستانهٔ شیخ صفی            | موزهٔ ملی ایران (شمارهٔ ۳۶۰۳)                        |
| دورهٔ صفویه                        | قلمدان فلزی قلم‌زنی و نقره‌کوب    | بیت «چه لطف بود که ناگاه رشحه قلمت / حقوق خدمت ما عرضه کرد بر کرمت» و بیتی دیگر از سراینده‌ای نامشخص |                                    | موزهٔ ملی ایران (شمارهٔ ۸۳۵۱)                        |
| سدهٔ ۱۲−۱۳ ه‍.ق/۱۸−۱۹ م              | جام مفرغی                       | بیت‌هایی از غزل «ساقیا برخیز و درده جام را / خاک بر سر کن غم ایام را»                                | حکاکی شده در احتمالاً اصفهان        | موزهٔ ویکتوریا و آلبرت                              |
|                                   | جام مسی                         | ۶ بیت از غزل «ساقیا برخیز و درده جام را / خاک بر سر کن غم ایام را»                                  |                                    | موزهٔ هنرهای تزیینی سابق تهران                      |
|                                   | جام مسی                         | بیت‌هایی از غزل «آن کس که به دست جام دارد / سلطانی جم مدام دارد»                                     |                                    | مجموعهٔ خصوصی در تهران                              |
|                                   | جام برنجی                       | بیت‌هایی از غزل «عکس روی تو چو در آینه جام افتاد / عارف از خنده می در طمع خام افتاد»                 |                                    | موزهٔ هنرهای تزیینی سابق تهران                      |
|                                   | جام برنجی                       | بیت‌هایی از غزل «نوش کن جام شراب یک منی / تا بدان بیخ غم از دل برکنی»                                |                                    | مجموعهٔ خصوصی در تهران                              |

## قالی‌بافی

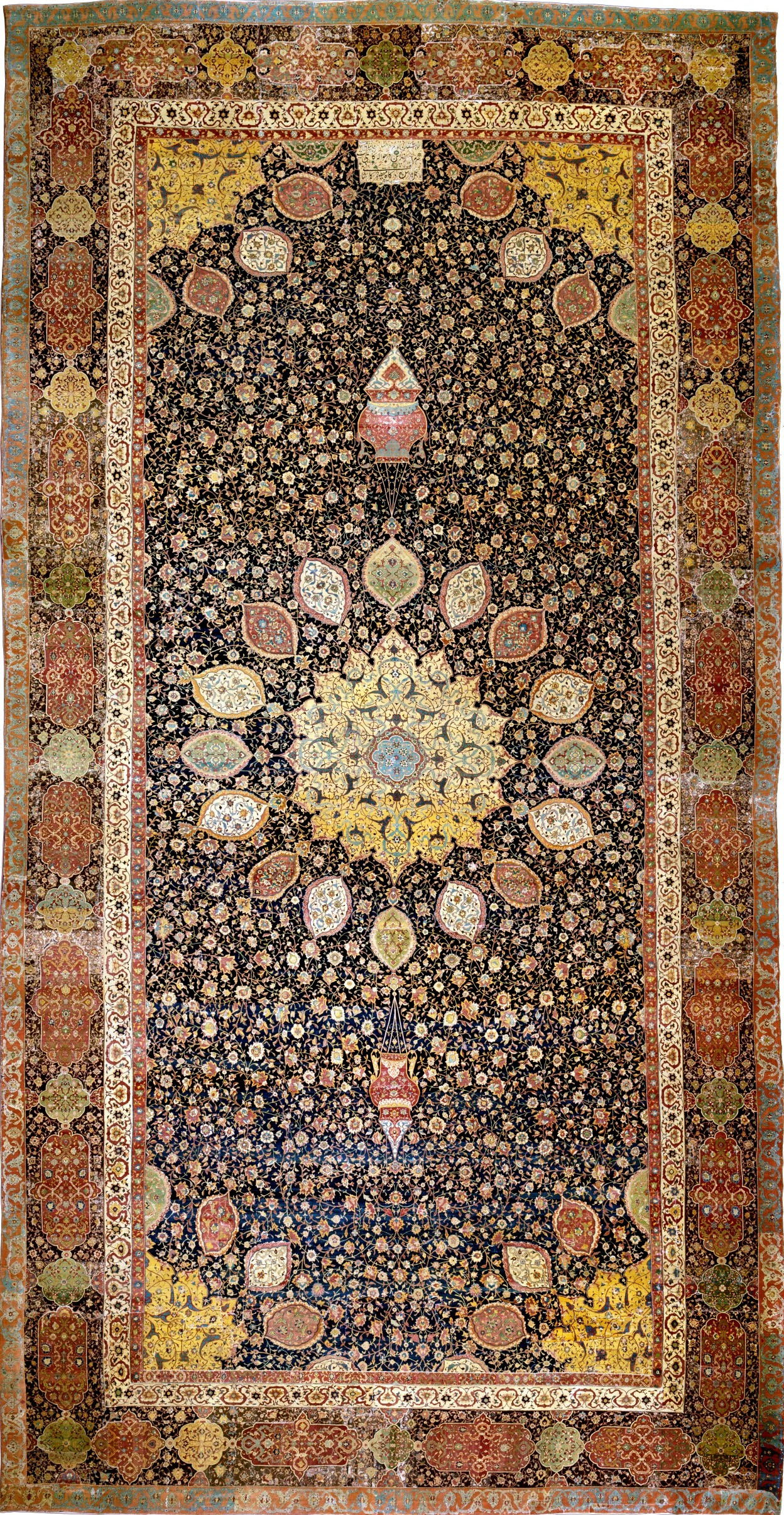
قالی اردبیل
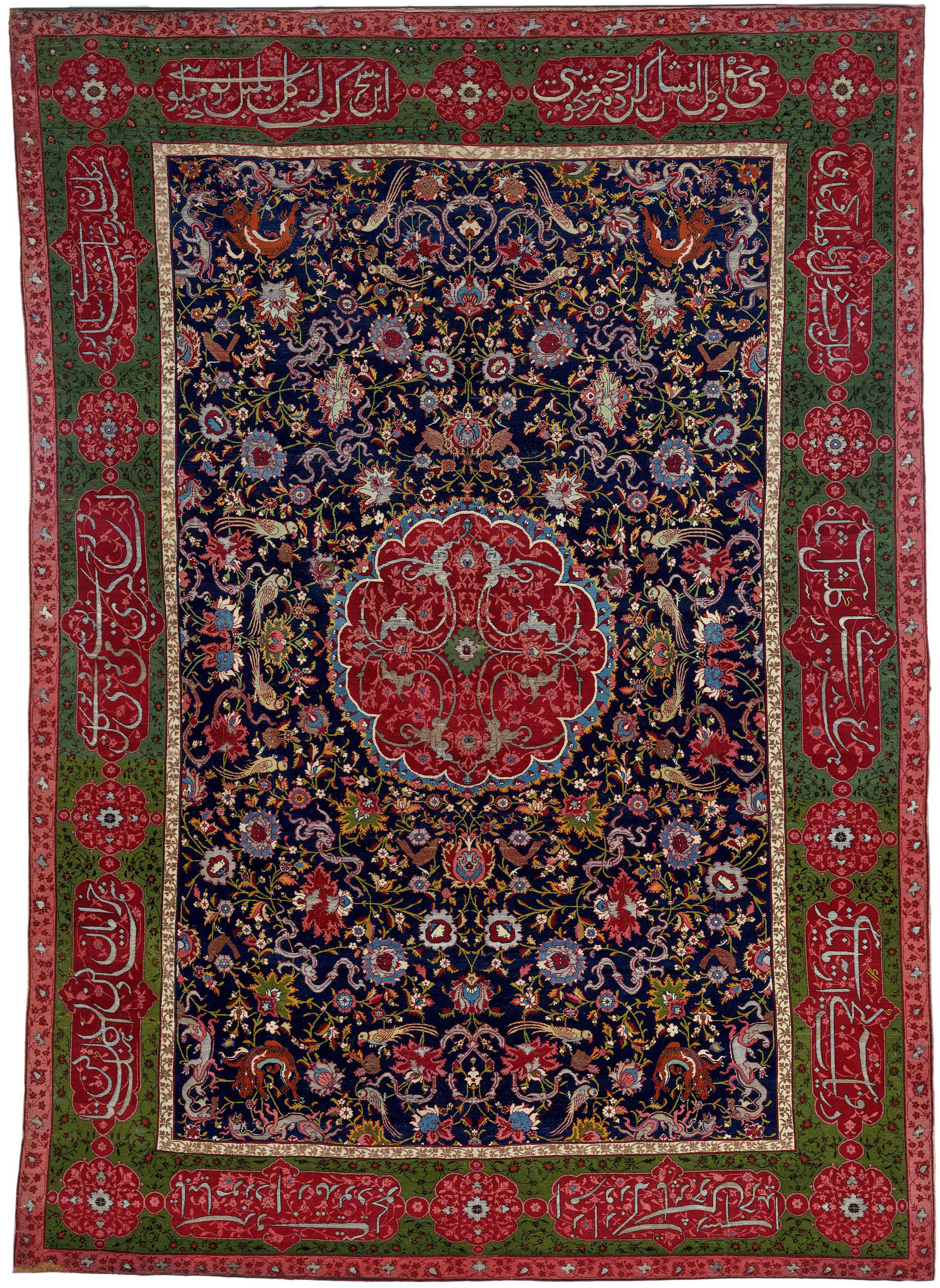
قالی سالتینگ

| فهرستِ آثارِ قالی‌بافی دربارهٔ دیوانِ حافظ | |          |                             | |
| تاریخ                                 | غزل                                                                                                  | محل ساخت | مکان نگه‌داری                | توضیحات |
| ۹۳۶ ه‍.ق/۱۵۳۰ م                         | «جز آستان توام در جهان پناهی نیست / سر مرا به جز این در حواله گاهی نیست»                             | اردبیل   | لندن، موزهٔ ویکتوریا و آلبرت | این قالی معروف‌ترین و قدیمی‌ترین قالی ایرانی است که شعری از حافظ بر روی آن دیده می‌شود. بافندهٔ این اثر مقصود کاشانی است. به دلیل وقف این قالی به بقعهٔ شیخ صفی‌الدین یا آستان قدس رضوی، این بیت برای قالی انتخاب شده است. |
| سدهٔ ۱۰ ه‍.ق                             | پنج بیت از غزل «می خواه و گل افشان کن از دهر چه می‌جویی / این گفت سحرگه گل بلبل تو چه می‌گویی»         | تبریز    | تهران، موزهٔ فرش             | این قالی طرح لچک‌ترنج و نقوش حیوانی دارد. |
| سدهٔ ۱۰ ه‍.ق                             | پنج بیت از غزل «می خواه و گل افشان کن از دهر چه می‌جویی / این گفت سحرگه گل بلبل تو چه می‌گویی»         | تبریز    | لندن، موزهٔ ویکتوریا و آلبرت | این قالی که معروف به قالی سالتینگ است، طرح لچک‌ترنج و نقوش حیوانی دارد. |
| سدهٔ ۱۰ ه‍.ق                             | پنج بیت از غزل با مطلع «می خواه و گل افشان کن از دهر چه می‌جویی / این گفت سحرگه گل بلبل تو چه می‌گویی» | تبریز    | توپکاپی‌سرای                 | این قالی طرح لچک‌ترنج دارد. |
| سدهٔ ۱۰ ه‍.ق                             | پنج بیت از غزل «رسید مژده که آمد بهار و سبزه دمید / وظیفه گر برسد مصرفش گل است و نبید»               | تبریز    | لیون، موزهٔ منسوجات          | این قالی طرح لچک‌ترنج دارد. |
| ربع دوم سدهٔ ۱۰ ه‍.ق                     | نُه مصراع از غزل «رسید مژده که آمد بهار و سبزه دمید / وظیفه گر برسد مصرفش گل است و نبید»              | تبریز    | فلورانس، موزهٔ باردینی       | |
| نیمهٔ نخست سدهٔ ۱۰ ه‍.ق                   | شش بیت از غزل «ساقی بر آمد ابر بهاران / شد سبزه و گل خرم زیاران»                                     | تبریز    | موزهٔ هنرهای تزئینی پاریس    | این قالی ابریشمی است و طرح لچک‌ترنج دارد. |
| سدهٔ ۱۱ ه‍.ق/۱۷ م                        | شش بیت از غزل «تا سایه مبارکت افتاد بر سرم / دولت غلام من شد و اقبال چاکرم شد»                       | تبریز    | تهران، موزهٔ فرش             | |
| سدهٔ ۱۳ ه‍.ق/۱۹ م                        | شش بیت از غزل «بیا تا گل برافشانیم و می در ساغر اندازیم / فلک را سقف بشکافیم طرحی نو در اندازیم»     | هریس     | برلین، موزهٔ اسلامی          | |
| سدهٔ ۱۳ ه‍.ق/۱۹ م                        | «رواق منظر چشم من آشیانه توست / کرم نما و فرود آ که خانه خانه توست»                                  | هریس     | پاریس، مجموعهٔ خصوصی         | این قالی ابریشمی و طرح باغی است. |

## دیگر آثار هنری
| فهرستِ آثارِ گوناگونِ هنری دربارهٔ دیوانِ حافظ |                                                     | |                              |                               |
| تاریخ                                     | نوع اثر                                             | غزل | مکان نگه‌داری                 | توضیحات                       |
| سدهٔ ۹ ه‍.ق/۱۵ م                             | کاشی چلیپایی زرین‌فام نقاشی‌شده بر روی لعاب           | بیت‌هایی از غزل «من نه آن رندم که ترک شاهد و ساغر کنم / محتسب داند که من این کارها کمتر کنم» | موزهٔ ملی ایران (شمارهٔ ۲۰۶۰۸) |                               |
| سدهٔ ۹ ه‍.ق                                  | کاسهٔ سفالی نقاشی زیر لعاب                           | دو بیت از غزل «یارم چو قدح به دست گیرد / بازار بتان شکست گیرد» | موزهٔ ملی ایران               |                               |
| ۱۲۷۰ ه‍.ق/۱۸۵۴ م                            | پیرایه‌دان (دُرج) روغنی                               | بیت‌هایی از غزل‌های «روشنی طلعت تو ماه ندارد / پیش تو گل رونق گیاه ندارد» و «بلبل ز شاخ سرو به گلبانگ پهلوی / می‌خواند دوش درس مقامات معنوی»                                                            | مجموعهٔ خلیلی                 | اثر به شکل مدوّر است           |
| ۱۲۸۶ ه‍.ق/۱۸۶۹ م                            | بادبزن روغنی                                        | بر پرّه‌های آن بیت «زلف بر باد مده تا ندهی بر بادم / ناز بنیاد مکن تا نکنی بنیادم» نقش بسته است. | مجموعهٔ خلیلی                 | سازنده آقا سید محمد نام دارد. |
|                                           | کاسهٔ سفالی نقاشی زیر لعاب                           | رباعیاتی از حافظ | پاریس، موزهٔ هنرهای تزیینی    |                               |
|                                           | سه‌تار                                               | بیت «فتاد زمزمه عشق در حجاز و عراق / نوای بانگ غزل‌های حافظ از شیراز» |                              |                               |
|                                           | کتیبهٔ سنگی عمارت باغ ارم شیراز                      | غزل «روشنی طلعت تو ماه ندارد / پیش تو گل رونق گیاه ندارد» و «بلبل ز شاخ سرو به گلبانگ پهلوی / می‌خواند دوش درس مقامات معنوی» و «خوشتر ز عیش و صحبت و باغ و بهار چیست / ساقی کجاست گو سبب انتظار چیست» |                              |                               |
|                                           | بر کاشی‌های ستون‌های زیر گنبد مقبرهٔ شاه شجاع در شیراز | بیت‌های ۶ تا ۸ از غزل «بامدادان که ز خلوتگه کاخ ابداع / شمع خاور فکند بر همه اطراف شعاع» |                              |                               |

## موسیقی و آواز
شعر و موسیقی در ایران پیوند دیرینه‌ای دارند و بدین سبب بسیاری از مردم با اشعارِ شاعرانِ بزرگ از طریقِ موسیقی آشنا می‌شوند. آثارِ حافظ به‌دلیل زبانِ شعر و موسیقی‌وار بودنش، جایگاه ویژه و درخشانی در عرصهٔ موسیقی ایرانی داشته است و دوشادوشِ او، شاعرانی چون سعدی، مولوی و جامی نیز در این عرصهٔ حضور داشتند. در اینجا به‌دلیل اهمیتِ برنامهٔ گل‌ها، تنها به آثارِ حافظ در این برنامه پرداخته شده است.
| می خواه و گل‌افشان کن از دهر چه می‌جویی |  | این گفت سحرگه گل بلبل تو چه می‌گویی |

| چه مستی است ندانم که رو به ما آورد |  | که بود ساقی و این باده از کجا آورد |

| آن کیست کز روی کرم با ما وفاداری کند |  | برجای بدکاری چو من یک‌دم نکوکاری کند |

| نوبهارست در آن کوش که خوش‌دل باشی |  | که بسی گل بدمد باز و تو در گل باشی |

| دوستان وقت گل آن به که به عشرت کوشیم |  | سخن اهل دل این‌ست و به‌جان بنیوشیم |

| یاری اندر کس نمی‌بینم یاران را چه شد |  | دوستی کی آخر آمد دوستداران را چه شد |

| مژدهٔ وصل تو کو کز سر جان برخیزم |  | طایر قدسم و از دام جهان برخیزم |

| نماز شام غریبان چو گریه آغازم |  | به مویه‌های غریبانه قصه پردازم |

| رسم که اشک در غم ما پرده‌در شود |  | وین راز سر به مهر به علم سمر شود |

| صبحدم مرغ چمن با گل نوخاسته گفت |  | ناز کم کن که در این باغ بسی چون تو شکفت |

| الا ای آهوی وحشی کجایی |  | مرا با توست چندین آشنایی |

| بر سر آنم که گر ز دست برآید |  | دست به کاری زنم که قصه سرآید |

| دل از من برده و روی از من نهان کرد |  | خدا را با که این بازی توان کرد |

| گداخت جان که شود کار دل تمام و نشد |  | بسوختیم در این آرزوم خام و نشد |

| دردم از یار است و درمان نیز هم |  | دل فدای او شد و جان نیز هم |

| روز هجران و شب فرقت یار آخر شد |  | زدم این فال گذشت اختر و کار آخر شد |

| بیا و کشتی ما در شط شراب انداز |  | خروش و ولوله در جان شیخ و شاب انداز |

| مسلمانان مرا وقتی دلی بود |  | که با وی گفتمی گر مشکلی بود |

| به کوی میکده هر سالکی که راه دانست |  | دری دگر زدن اندیشهٔ تبه دانست |

| جان بی‌جمال جانان میل جهان ندارد |  | هرکس که این ندارد حقّا که آن ندارد |

| همای اوج سعادت به دام ما افتد |  | اگر تو را گذری بر مقام ما افتد |

| ما بی‌غمان مست دل از دست داده‌ایم |  | هم‌راز عشق و هم‌نفس جام باده‌ایم |

| سینه مالامال درد است ای دریغا مرهمی |  | دل ز تنهایی به جان آمد خدا را همدمی |

| به مژگان سیه کردی هزاران رخنه در دینم |  | بیا کز چشم بیمارت هزاران درد برچینم |

| یوسف گمگشته بازآید به کنعان غم مخور |  | کلبهٔ احزان شود روزی گلستان غم مخور |

| حاشا که من به موسم گل تَرکِ مِی کنم |  | من لاف عقل می‌زنم این کار کی کنم |

| حسنت به اتفاق ملاحت جهان گرفت |  | آری به اتفاق جهان می‌توان گرفت |

| گلبن عیش می‌دمد ساقی گلعذار کو |  | باد بهار می‌وزد بادهٔ خوشگوار کو |

| حاصل کارگه کون و مکان این همه نیست |  | باده پیش آر که اسباب جهان این همه نیست |

| هزار جهد بکردم که یار من باشی |  | مرادبخش دل بی‌قرار من باشی |

| مژدهٔ وصل تو کو کز سر جان برخیزم |  | طایر قدسم و از دام جهان برخیزم |

| وقت را غنیمت دان آن‌قدر که بتوانی |  | حاصل از حیات ای جان این دم است تا دانی |

| طفیل هستی عشقند آدمی و پیری |  | ارادتی به‌نما تا سعادتی ببری |

| طالع اگر مدد دهد دامنش آورم به کف |  | ور بکشم زهی طرب ور بکشید زهی شرف |

| سحرم دولت بیدار به بالین آمد |  | گفت برخیز که آن خسرو شیرین آمد |

| چه مستی است ندانم که رو به ما آورد |  | که بود ساقی و این باده از کجا آورد |

| شاهد آن نیست که مویی و میانی دارد |  | بندهٔ طلعت آن باش که آنی دارد |

| معاشران گره از زلف یار باز کنید |  | شبی خوش است بدین قصه‌اش دراز کنید |

| اگر روم ز پی‌اش فتنه‌ها برانگیزد |  | ور از طلب بنشینم به کینه برخیزد |

| ای که در کشتن ما هیچ مدارا نکنی |  | سود و سرمایه بسوزی و محابا نکنی |

| خوش آمد گل وز آن خوش‌تر نباشد |  | که در دستت به‌جز ساغر نباشد |

| صحن بستان ذوق‌بخش و صحبت یاران خوشست |  | وقت گل خوش‌باد کز وی وقت می‌خواران خوشست |

| صبح است ساقیا قدحی پر شراب کن |  | دور فلک درنگ ندارد شتاب کن |

| آنان که خاک را به نظر کیمیا کنند |  | آیا بُود که گوشهٔ چشمی به ما کنند |

| ترسم که اشک در غم ما پرده‌در شود |  | وین راز سر به مهر به عالم سمر شود |

| زان یار دلنوازم شکریست با شکایت |  | گر نکته‌دان عشقی بشنو تو این حکایت |

| در همه دیر مغان نیست چون من شیدایی |  | خرقه جایی گرو باده و دفتر جایی |

| گفتم غم تو دارم گفتا غمت سرآید |  | گفتم که ماه من شپ گفتا اگر برآید |

| یاد باد آن‌که سر کوی توام منزل بود |  | دیده را روشنی از خاک درت حاصل بود |

| مطرب عشق عجب ساز و نوایی دارد |  | نقش هر نغمه که زد راه به جایی دارد |

| شاهدان گر دلبری زین سان کنند |  | زاهدان را رخنه در ایمان کنند |

| دلم جز مهر مه‌رویان طریقی بر نمی‌گیرد |  | ز هر در می‌دهم پندش ولی کن در نمی‌گیرد |

| دوستان وقت گل آن به که به عشرت کوشیم |  | سخن اهل دل این است و به جان بنیوشیم |

| دیده دریا کنم و صبر به صحرا فکنم |  | واندر این کار دل خویش به دریا فکنم |

| رسید مژده که آمد بهار و سبزه دمید |  | وظیفه گر برسد مصرفش گل است و نبید |

| با مدعی مگویید اسرار عشق و مستی |  | تا بی‌خبر بمیرد در درد و خودپرستی |

| حاشا که من به موسم گل ترکِ مِی کنم |  | من لاف عقل می‌زنم و این کار کی کنم |

| مژده ای دل که مسیحا نفسی می‌آید |  | که ز انفاس خوشش بوی کسی می‌آید |

| بوی خوش تو هر که ز باد صبا شنید |  | از یار آشنا سخن آشنا شنید |

| جان بی‌جمال جانان میل جهان ندارد |  | هرکس که این ندارد حقا که آن ندارد |

| یاد باد آنکه نهانت نظری با ما بود |  | رقم مهر تو بر چهرهٔ ما پیدا بود |

| خوش‌تر ز عیش و صحبت باغ و بهار چیست |  | ساقی کجاست گو سبب انتظار چیست |

| سینه از آتش دل در غم جانانه بسوخت |  | آتشی بود در این خانه که کاشانه بسوخت |

| حسب حالی ننوشتی و شد ایامی چند |  | محرمی کو که فرستم به تو پیغامی چند |

| چو بشنوی سخن اهل دل مگو که خطاست |  | سخن‌شناس نئی جان من خطا این‌جاست |

| مژده ای دل که دگر باد صبا باز آمد |  | هدهد خوش‌خبر از طرف سبا باز آمد |

| روز هجران و شب فرقت یار آخر شد |  | زدم این فال و گذشت اختر و کار آخر شد |

| صبا به تهنیت پیر می‌فروش آمد |  | که موسم طرب و عیش و ناز و نوش آمد |

| بود آیا که در میکده‌ها بگشایند |  | گرهٔ از کار فروبستهٔ ما بگشایند |

| خوش است خلوت اگر یار یار من باشد |  | نه من بسوزم و او شمع انجمن باشد |

| بیا تا گل برافشانیم و می در ساغر اندازیم |  | فلک را سقف بشکافیم و طرحی تو دراندازیم |

| دیریست که دلدار پیامی نفرستاد |  | ننوشت کلامی و سلامی نفرستاد |

| بیا ساقی آن می که حال آورد |  | کرامت فزاید و کمال آورد |

| حالیا مصلحت وقت در آن می‌بینم |  | که کشم رخت به میخانه و خوش بنشینم |

| تاب بنفشه می‌دهد طرهٔ مشک‌سای تو |  | پردهٔ غنچه می‌درد خندهٔ دلگشای تو |

| دوستان وقت گل آن به که به عشرت کوشیم |  | سخن اهل دل این است و به جان بنیوشیم |

| دانی که چیست دولت دیدار یار دیدن |  | در کوی او گدایی بر خسروی گزیدن |

| سینه مالامال درد است ای دریغا مرهمی |  | دل ز تنهایی به جان آمد خدا را همدمی |

| منم که دیده به دیدار دوست کردم باز |  | چه شکر گویمت ای کارساز بنده‌نواز |

| با مدعی مگویید اسرار عشق و مستی |  | تا بی‌خبر بمیرد در درد و خودپرستی |

| می‌خواه و گل افشان کن از دهر چه می‌جویی |  | این گفت سحرگه گل بلبل تو چه می‌گویی |

| ز کوی یار می‌آید نسیم باد نوروزی |  | از این باد ار مدد خواهی چراغ دل برافروزی |

| زلف بر باد مده تا ندهی بر بادم |  | ناز بنیاد مکن تا نکنی بنیادم |

| هزار شکر که دیدم به کام خویشت باز |  | ز روی صدق و صفا گشته با دلم دمساز |

| یوسف گمگشته باز آید به کنعان غم مخور |  | کلبهٔ احزان شود روزی گلستان غم مخور |

| گفتم غم تو دارم گفتا غمت سرآید |  | گفتم که ماه من شو گفتا اگر برآید |

| در دیر مغان آمد یارم قدحی در دست |  | مست از می و می‌خواران از نرگس مستش مست |

| هزار شکر که دیدم به کام خویشت باز |  | ز روی صدق و صفا گشته با دلم دمساز |

| گل در بر و می در کف و معشوق به کام است |  | سلطان جهانم به چنین روز غلام است |

| خوش‌تر ز عیش و صحبت و باغ و بهار چیست |  | ساقی کجاست گو سبب انتظار چیست |

| بی‌مهر رخت روز مرا نور نماندست |  | وز عمر مرا جز شب دیجور نماندست |

| هرآنکه جانب اهل خدا نگه دارد |  | خداش در همه حال از بلا نگه دارد |

| تاب بنفشه می‌دهد طرهٔ مشک‌سای تو |  | پردهٔ غنچه می‌درد خندهٔ دلگشای تو |

| عید است و آخر گل و یاران در انتظار |  | ساقی به روی شاه ببین ماه و می‌ببار |

| ما بی‌غمان مست دل از دست داده‌ایم |  | همراز عشق و همنفس جام باده‌ایم |

| بالا بلند عشوه‌گر نقش‌باز من |  | کوتاه کرد قصهٔ زُهدِ دراز من |

| هرگزم نقش تو از لوح دل و جان نرود |  | هرگز از یاد من آن سرو خرامان نرود |

| صبح است ساقیا قدحی پر شراب کن |  | دور فلک درنگ ندارد شتاب کن |

| ستاره‌ای بدرخشید و ماه مجلس شد |  | دل رمیدهٔ ما را رفیق و مونس شد |

| وقت را غنیمت دان آنقدر که بتوانی |  | حاصل از حیات ای جان این دم است تا دانی |

| الی یا ایهاالساقی ادر کأساً و ناولها |  | که عشق آسان نمود اول ولی افتاد مشکلها |

| مژده ای دل که دگر باد صبا باز آمد |  | هدهد خوش‌خبر از طَرْفِ سبا باز آمد |

| سحر بلبل حکایت با صبا کرد |  | که عشق روی گل با ما چها کرد |

| هرکه شد محرم دل در حرم یار بماند |  | وان که این کار ندانست در انکار بماند |

| روی بنمای و وجود خودم از یاد ببر |  | خرمن سوختگان را همه گو باد ببر |

| طفیل هستی عشقند آدمی و پیری |  | ارادتی بنما تا سعادتی ببری |

| هرکه شد محرم دل در حرم یار بماند |  | وان که این کار ندانست در انکار بماند |

| عکس روی تو چو در آینهٔ جام افتاد |  | عارف از خندهٔ می در طمع خام افتاد |

| ای دل مباش یک دم خالی ز عشق و مستی |  | وانگه برو که رستی از نیستی و هستی |

| دیشب به سیل اشک ره خواب می‌زدم |  | نقشی به یاد خط تو بر آب می‌زدم |

| ترسم که اشک در غم ما پرده‌در شود |  | وین راز سر به مهر به عالم سمر شود |

| دوش در حلقهٔ ما قصهٔ گیسوی تو بود |  | تا دل شب سخن از سلسلهٔ موی تو بود |

| حسب حالی ننوشتی و شد ایامی چند |  | محرمی کو که فرستم به تو پیغامی چند |

| روزگاریست که سودای بُتان دین من است |  | غم این کار نشاط دل غمگین من است |

| حالیا مصلحت وقت در آن می‌بینم |  | که کشم رخت به میخانه و خوش بنشینم |

| هرآنکه جانب اهل خدا نگه دارد |  | خداش در همه حال از بلا نگه دارد |

| زاهد ظاهرپرست از حال ما آگاه نیست |  | در حق ما هرچه گوید جای هیچ اکراه نیست |

| بیا ساقی آن می که حال آورد |  | کرامت فزاید کمال آورد |

| همان مرحله است آن بیابان دور |  | که گم شد درو لشگر سلم و تور |

| شراب و عیش نهان چیست کار بی‌بنیاد |  | زدیم بر صف رندان و هرچه بادا باد |

| شاهدان گر دلبری زین سان کنند |  | زاهدان را رخنه در ایمان کنند |

| گر بود عمر به میخانه رسم بار دگر |  | به جز از خدمت رندان نکنم کار دگر |

| منم که گوشهٔ میخانه خانقاه من است |  | دعای پیر مغان ورد صبحگاه من است |

| اگر روم ز پی‌اش فتنه‌ها برانگیزد |  | ور از طلب بنشینم به کینه برخیزد |

| تا ز میخانه و می نام و نشان خواهد بود |  | سر ما خاک ره پیر مغان خواهد بود |

| خلوت گزیده را به تماشا چه حاجت است |  | چون کوی دوست هست به صحرا چه حاجت است |

| رسید مژده که آمد بهار و سبزه دمید |  | وظیفه گر برسد مصرفش گل است و نبید |

| خلوت گزیده را به تماشا چه حاجت است |  | چون کوی دوست هست به صحرا چه حاجت است |

| جز آستان توام در جهان پناهی نیست |  | سر مرا به جز این در حواله‌گاهی نیست |

| تا ز میخانه و می نام و نشان خواهد شد |  | سر ما خاک ره پیر مغان خواهد بود |

| بگذار تا ز شارع میخانه بگذریم |  | کز بهر جرعه‌ای همه محتاج این دریم |

| ساقی به نور باده برافروز جام ما |  | مطرب بگو که کار جهان شد به کار ما |

| در همه دیر مغان نیست چو من شیدایی |  | خرقه جایی گرو باده و دفتر جایی |

| ما بی‌غمان مست دل از دست داده‌ایم |  | هم‌راز عشق و هم‌نفس حام باده‌ایم |

| دانی که چیست دولت دیدار یار دیدن |  | ر کوی او گدایی بر خسروی گزیدن |

| منم که شهرهٔ شهرم به عشق ورزیدن |  | منم که دیده نیالوده‌ام به بد دیدن |

| ما درس سحر در ره میخانه نهادیم |  | محصول دعا در ره جانانه نهادیم |

| به جان پیر خرابات و حق صحبت او |  | که نیست در سر من جز هوای خدمت او |

| ما ز یاران چشم یاری داشتیم |  | خود غلط بود آنچه ما پنداشتیم |

| شهریست پر ظریفان وز هر طرف نگاری |  | یاران صلای عشق است گر می‌کنید کاری |

| مخمور جام عشقم ساقی بده شرابی |  | پر کن قدح که بی می مجلس ندارد آبی |

| هواخواه توام جانا و می‌دانم که می‌دانی |  | که هم نادیده می‌بینی و هم ننوشته می‌خوانی |

| من که از آتش دل چون خم می در جوشم |  | مُهر بر لب زده خون می‌خورم و خاموشم |

| حاشا که من به موسم گل ترک می کنم |  | من لاف عقل می‌زنم این کار کی کنم |

| ستاره‌ای بدرخشید و ماه مجلس شد |  | دل رمیدهٔ ما را رفیق و مونس شد |

| به مژگان سیه کردی هزاران رخنه در دینم |  | بیا کز چشم بیمارت هزاران درد برچینم |

| لعل سیراب به خون تشنه لب یار من است |  | وز پی دیدن او دادن جان کار من است |

| در نظربازی ما بی‌خبران حیرانند |  | من چنینم که نمودم دگر ایشان دانند |

| لعل سیراب به خون تشنه لب یار من است |  | وز پی دیدن او دادن جان کار من است |

| شکفته شد گل حمرا و گشت بلبل مست |  | صلای سرخوشی ای سوفیان باده‌پرست |

| حسب حالی ننوشتی و شد ایامی چند |  | محرمی که که فرستم به تو پیغامی چند |

| در دیر مغان آمد یارم قدحی در دست |  | مست از می و می‌خواران از نرگس مستش مست |

| مژدهٔ وصل تو کو کز سر جان برخیزم |  | طایر قدسم و از دام جهان برخیزم |

| شاهدان گر دلبری زین‌سان کنند |  | زاهدان را رخنه در ایمان کنند |

| وقت را غنیمت دان آنقدر که بتوانی |  | حاصل از حیات ای جان این دم است تا دانی |

| زاهد خلوت‌نشین دوش به میخانه شد |  | از سر پیمان برفت بر سر پیمانه بشد |

| ای که در کشتن ما هیچ مدارا نکنی |  | سود و سرمایه بسوزی و محابا نکنی |

| من ترک عشق و شاهد و ساغر نمی‌کنم |  | صدبار توبه کردم و دیگر نمی‌کنم |

| سینه از آتش دل در غم جانانه بسوخت |  | آتشی بود در این دل که کاشانه بسوخت |

| صنما با غم عشق تو چه تدبیر کنم |  | تا به کی در غم تو نالهٔ شبگیر کنم |

## یادداشت
1. ↑  در سایر نسخه‌های موجود این مصرع «رموز مصلحت ملک خسروان دانند» آمده‌است
2. ↑  این غزل فقط در دیوان چاپی کلکته آمده است.
3. ↑  چاپ مجاهد، غزل ۴۲۲
4. ↑  اصل شعر در منابع، به‌جای «فتاد»، «فکند آمده»
5. ↑  در سال‌های اولیهٔ پس از انقلاب این غزل توسط محمدرضا شجریان نیز خوانده شده
6. ↑  این غزل را چند خوانندهٔ دیگر هم خوانده‌اند
7. ↑  بنان به جای خالی، فارغ می‌خواند
8. ↑  شجریان به‌جای بی‌غمان، سرخوشان خوانده‌است